# Madonna (cantante)
Madonna Louise Veronica Ciccone, nota semplicemente come Madonna (Bay City, 16 agosto 1958) è una cantautrice e attrice statunitense.
Celebre a livello internazionale sin dai primi anni ottanta e considerata un'icona culturale del ventesimo e del ventunesimo secolo, Madonna è definita The Queen of Pop (la "Regina del Pop") per le numerose innovazioni apportate alla musica pop e per aver ridefinito i canoni del ruolo della donna all'interno dell'industria musicale. Le opere di Madonna, che incorporano temi sociali, politici, sessuali e religiosi, hanno suscitato sia polemiche che consensi da parte della critica. Tra i suoi album più acclamati Like a Virgin (1984), True Blue (1986) e Like a Prayer (1989), così come il vincitore del Grammy Award per il miglior album pop Ray of Light (1998) e Confessions on a Dance Floor (2005), anch'esso vincitore di un Grammy.
Come imprenditrice, Madonna ha fondato una compagnia chiamata Maverick (compresa l'etichetta Maverick Records) nel 1992. Altre sue creazioni includono design di moda, libri per bambini, centri benessere e cinema. Collabora a varie organizzazioni benefiche, avendo fondato la Ray of Light Foundation nel 1998 e Raising Malawi nel 2006. Nel 2023 secondo il Guinness dei primati è l'artista femminile dalle maggiori vendite della storia della musica, con all'attivo oltre 300 milioni di dischi in tutto il mondo, di cui 83 milioni nei soli Stati Uniti d'America, (sommati tra 64,5 di album e 18,5 di singoli), il che la rende una delle artiste con maggiori vendite della storia.
Insieme a Whitney Houston, è la cantante con più dischi venduti negli anni ottanta, con 355 settimane nella Billboard Hot 100 e 21 hit certificate. È inoltre l'artista ad aver piazzato più DVD musicali alla prima posizione nella Billboard 200 negli USA, con nove titoli fino allo Sticky & Sweet Tour del 2010, che ha detenuto per 13 anni il record come tour più redditizio della storia per un'artista femminile, venendo superato nel 2023 dal Renaissance World Tour di Beyoncé. Nella sua carriera ha vinto numerosi premi, tra cui 5 Billboard Music Awards e 7 Grammy Awards. Ha intrapreso anche una carriera cinematografica, vincendo il Golden Globe per la migliore attrice in un film commedia o musicale per Evita (1996) e per la migliore canzone originale per Masterpiece, tratta dal film da lei diretto W.E. - Edward e Wallis (2011).

## Biografia
(Madonna intervistata da Fabio Fazio l'8 marzo 2015, durante il talk show Che tempo che fa)

### 1958-1977: Primi anni e formazione
Madonna Louise Veronica Ciccone nasce il 16 agosto 1958 a Bay City, nel Michigan, e cresce a Pontiac. Terza di sei figli (ha cinque fratelli di nome Anthony, Martin, Paula, Christopher e Melanie), il padre Silvio Anthony "Tony" Ciccone (1931) è di origine italiana (i suoi genitori Gaetano Ciccone e Michelina Di Iulio erano emigrati negli Stati Uniti da Pacentro, comune abruzzese nella provincia dell'Aquila), mentre la madre Madonna Louise Fortin (1933-1963) era di origini franco-canadesi. Nel 1963, quando Madonna ha cinque anni, sua madre muore all'età di soli 30 anni, a causa di un tumore al seno. La donna rivelò alla figlia di essere malata durante il suo ultimo periodo di vita, scatenando nella bambina una prematura responsabilizzazione verso i suoi fratelli, per i quali assume il ruolo di figura materna.
Ha confessato in un'intervista all'autore John Randy Taraborrelli: «Ricordo che mi sentivo più forte di lei. Ero così piccola, eppure sembrava che fosse lei la bambina. […] Penso che questo fatto mi abbia fatto crescere più velocemente.» Quel fatto ha segnato profondamente Madonna: «C'era tanto non detto, tante emozioni districate e irrisolte, rimorsi, sensi di colpa, senso di perdita, rabbia, confusione… ho visto mia madre, bellissima, giacere come se dormisse in una bara aperta. Poi, ho notato che la sua bocca aveva qualcosa di strano. Mi ci è voluto del tempo per capire che era stata cucita. In quel momento terribile, ho cominciato a capire che l'avevo persa per sempre. L'immagine finale di mia madre, al tempo stesso tranquilla e grottesca, mi perseguita anche oggi.»
Secondo Taraborrelli, quel fatto accaduto così prematuramente e quell'episodio hanno segnato talmente tanto Madonna da influenzare la donna che è oggi. La stessa Madonna ha confermato che non esser cresciuta con sua madre ha fatto in modo che lei diventasse una donna in un certo senso "senza freni": «Penso che il motivo più grande per cui sono stata in grado di esprimere me stessa e di non essere intimidita, è stato non avere una madre. Per esempio, una madre ti insegna le buone maniere. E io non ho assolutamente imparato nessuno di questi modi e regole.» Il padre di Madonna, tre anni dopo la morte della moglie, nel 1966, si risposa con la sua governante, Joan Gustafson, dalla quale ha altri due figli, Jennifer e Mario, e che è morta il 24 settembre 2024 all'età di 81 anni.
Trascorsa la sua vita liceale tra gli sport in cui eccelleva e il gruppo di cheerleader, si diploma nel 1976 e le viene consegnato un premio dalla scuola, il Tespian Award, per il grande lavoro svolto al liceo. Ricevuta la borsa di studio per la danza, si reca all'Università del Michigan, dove segue i corsi di balletto di Christopher Flynn, figura maschile chiave nella sua vita. Fu il primo a vedere in lei l'enorme potenziale e ad incoraggiarla nella sua carriera. Nonostante i successi scolastici, Madonna decide di abbandonare l'università, scontrandosi più volte con il padre, per recarsi a New York speranzosa di diventare una ballerina.

### 1978-1980: Gli esordi a New York
Con soli 35 dollari in tasca e nessun posto dove vivere, nel 1978 si reca a New York desiderosa di studiare con il coreografo Alvin Ailey. All'arrivo, riesce a farsi ospitare per quindici giorni a casa di uno sconosciuto. Per alcuni mesi è costretta a dormire sul divano di una sua amica, fino a quando, grazie ai pochi soldi guadagnati con gli umili lavori che riesce a trovare, prende in affitto un monolocale. Nel nuovo quartiere la derubano più volte e subisce un grande shock: viene aggredita e stuprata da alcuni sconosciuti vicino alla scuola di danza che frequentava.
Cercando di adattarsi a vivere nella grande città, svolge diversi lavori, tra cui la guardarobiera al Russian Tea Room, da Burger King e Dunkin' Donuts, ma anche la modella per studenti di pittura o per fotografi, i quali vendettero anni dopo le immagini inedite dell'artista a Playboy e Penthouse. Durante questo periodo Madonna frequenta Dan Gilroy, con il quale forma la band dei Breakfast Club. Diventa batterista del gruppo, poi cantante, e nel frattempo collabora alla stesura di alcune canzoni. Inoltre realizza numerose performance con compagnie di danza moderna tra cui la Alvin Ailey and the Walter Nicks Dancers.
Nel 1979 viene contattata da Patrick Hernandez e vola a Parigi per partecipare come corista e ballerina al brano Born to Be Alive. Durante il soggiorno francese, Madonna partecipa come voce comprimaria e corista alla realizzazione di un disco, Wild Dancing, del cantante tedesco Otto von Wernherr. Il disco, con suoni techno-punk rock, uscirà nei negozi solo nel 1986. Alcuni produttori intravedono le potenzialità di Madonna e decidono di farne una starlette da discoteca, ma lei, stanca dell'ambiente, ritorna a New York. Nel frattempo, più per sbarcare il lunario che per velleità artistiche, fa il suo debutto nel cinema: recita in L'oggetto del desiderio, un thriller erotico di Stephen Jon Lewicki, per il quale ottiene un compenso di soli 100 dollari. Il film esce solo nel 1985, ai tempi del successo di Like a Virgin, e Madonna cerca inutilmente di evitarne la distribuzione. Nel 1980 decide di abbandonare i Breakfast Club e, insieme al fidanzato Stephen Bray, fonda un gruppo chiamato Emmy.

### 1982-1985: I primi successi eLike a Virgin
(Madonna nel 1983 in un'intervista con J. Randy Taraborrelli)

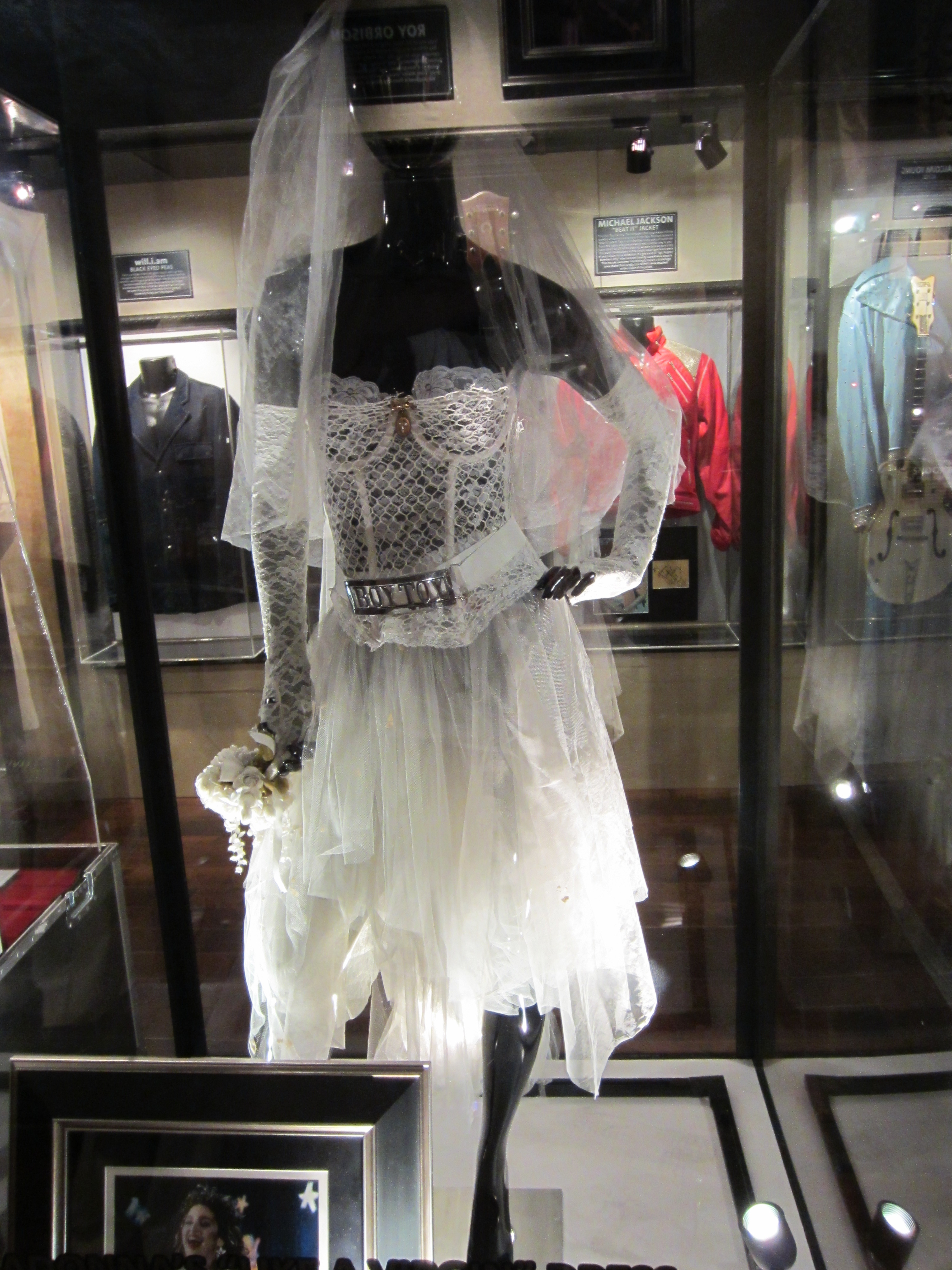
Il vestito indossato per la copertina dell'album di Like a Virgin è esposto all'Hard Rock Cafe di Miami.

Dopo la rottura con Bray, Madonna cambia genere e inizia a scrivere e produrre brani dance che ottengono una certa fama nei club della Grande Mela. È in questo periodo che una demo di Madonna e Bray, dal titolo Everybody, arriva all'attenzione del popolare disc jockey e produttore Mark Kamins, che porta la cantante all'attenzione della Sire Records e del suo proprietario Seymour Stein, che le propone un contratto discografico.
Firmato il contratto con la Sire Records, nell'ottobre 1982, Madonna pubblica il suo primo singolo, Everybody, che ottiene anche una buona programmazione nelle radio R&B, facendo pensare inoltre che Madonna sia un'artista nera. Everybody riesce a raggiungere la posizione numero 3 della Billboard Hot Dance/Club Party Chart. Nello stesso anno Madonna incontra John Benitez, il quale produrrà insieme a lei Holiday, una delle sue canzoni di maggior successo degli anni ottanta, la prima hit ad entrare in classifica anche nei paesi europei. Il secondo singolo, pubblicato nel 1983, è Burning Up, che riesce a raggiungere la numero 3 della Billboard Hot Dance/Club Play Chart.
Nel luglio dello stesso anno Madonna pubblica il suo primo album, intitolato semplicemente Madonna. L'album raggiunge la notorietà e un elevato numero di vendite soprattutto dopo la rotazione dei video dei singoli sulla neonata MTV, che permettono così di promuovere l'immagine punk/rock di Madonna. Un mese dopo la pubblicazione dell'album viene estratto il terzo singolo, Holiday, che rappresenta il primo grande successo della cantante sul mercato statunitense. Il brano raggiunge la posizione numero 16 della Billboard Hot 100 ed è la prima top 20 di Madonna in molti paesi. Madonna verrà certificato quintuplo disco di platino negli Stati Uniti.
Nel 1983 Madonna si esibisce per la prima volta in Italia, nella discoteca Biggest a Samassi, in Sardegna. Madonna fece l'ultimo live in una discoteca proprio nell'allora famoso locale sardo, esibendosi con Holiday, singolo che in Italia non era ancora uscito.
Nel 1984 vengono inviati alle radio altri due singoli, destinati anch'essi alla top 10: Borderline e Lucky Star. Lucky Star è il primo dei sedici consecutivi ad entrare nella top five della classifica statunitense.
Madonna pubblica il suo secondo album Like a Virgin nel 1984. Il disco riesce a raggiungere la posizione numero 1 della Billboard 200, lanciato soprattutto dal successo della title track, Like a Virgin, che rimane al primo posto negli Stati Uniti per sei settimane consecutive. Grazie anche agli altri singoli estratti (Material Girl, Angel e Dress You Up) e all'immagine di Madonna, che sa trasformarsi da provocante nel video di Like a Virgin a ironica nell'interpretazione di una novella Marilyn Monroe nel video di Material Girl, il disco diventa il primo successo planetario della cantante.
Like a Virgin ha avuto un enorme successo negli Stati Uniti, dove ha venduto oltre 10 milioni di copie ed è stato certificato disco di diamante nel 1999. Nel mondo, Like a Virgin ha venduto oltre 21 milioni di copie. Grazie al grande lavoro visuale svolto per il disco, Madonna riceve il suo primo MTV Video Music Award, essendo stata conferita del Video Vanguard Award per le sue importanti innovazioni nel mondo dei video. Per quanto riguarda l'impatto dell'album e dell'omonima traccia, Madonna ha dichiarato: "Sono stata sorpresa dal modo in cui la gente ha reagito a Like a Virgin perché quando ho scritto quella canzone, per me, stavo cantando su come qualcosa mi ha fatta sentire in un certo modo - nuova e fresca - e tutti l'hanno interpretato come 'Io non voglio più essere vergine. Fottimi il cervello!' Non è affatto quello che ho cantato. Like a Virgin è sempre stata assolutamente ambigua." Nel 1985 Madonna riprova con la carriera cinematografica con una breve apparizione come cantante di un club nel film Vision Quest (tradotto come Crazy for You - Pazzo per te per il mercato italiano ed europeo), la cui colonna sonora include il singolo Crazy for You, brano che permette a Madonna di ricevere la sua prima nomination ai Grammy Awards, e Gambler, che ottiene un buon successo in alcuni paesi.

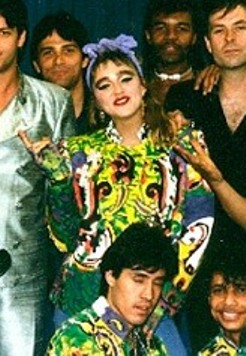
Madonna con la propria band durante il Virgin Tour nel 1985

Nel 1985 Madonna recita da protagonista nel film Cercasi Susan disperatamente, che riscuote un buon successo commerciale negli Stati Uniti e grazie al quale Madonna riceve buone critiche per la sua recitazione. Il film è da ricordare soprattutto per la colonna sonora, per la quale Madonna scrive e registra Into the Groove: il brano scala le classifiche di numerosi paesi europei, tra cui il Regno Unito, in cui per la prima volta una canzone della cantante raggiunge la prima posizione. Intanto, nello stesso anno, vengono ristampati Like a Virgin, con l'aggiunta di Into the Groove, e il primo album della star, ripubblicato con il titolo di The First Album e con una copertina ed un artwork diversi dall'originale del 1983.
Nello stesso periodo Madonna parte per il suo primo tour, il Virgin Tour, che toccherà solo le principali città statunitensi e canadesi, riscontrando un enorme successo: per la tournée sarà accompagnata da un giovane gruppo hip hop, i Beastie Boys. Nel 1985 Madonna partecipa inoltre al Live Aid, concerto benefico a favore dell'Africa, interpretando Holiday, Into the Groove e presentando in anteprima il brano Love Makes the World Go Round, successivamente incluso nell'album True Blue. In questo periodo il fenomeno delle Madonna wannabe è al suo apice, dove uno stuolo di fan emulano il look e gli atteggiamenti della cantante, come un vero e proprio fenomeno culturale e trend di moda.

### 1986-1989:True Blue,Who's That Girl?eLike a Prayer
Nel giugno del 1986 Madonna pubblica il suo terzo album, True Blue. È il primo album di un'artista femminile ad entrare direttamente alla numero 1 della Billboard 200 ed è anche l'album in studio più venduto di Madonna con oltre 25 milioni di copie, 7 delle quali vendute negli Stati Uniti. Dall'album sono stati estratti come singoli radiofonici Live to Tell, Papa Don't Preach, True Blue, Open Your Heart e La Isla Bonita. Il singolo Papa Don't Preach ha scatenato le ire delle associazioni abortiste: la portavoce della National Organization of Women critica pesantemente il testo della canzone e Madonna stessa, chiedendole di lasciare qualche dichiarazione o di fare un brano a sostegno dell'aborto; al contrario, le associazioni antiabortiste, invece, elogiano la cantante, e Susan Carpenter-McMillan, presidente della Feminists for Life, sostiene che con questa canzone Madonna ha mostrato alle donne e giovani ragazze madri che esiste un'alternativa all'aborto, ovvero tenere il figlio.

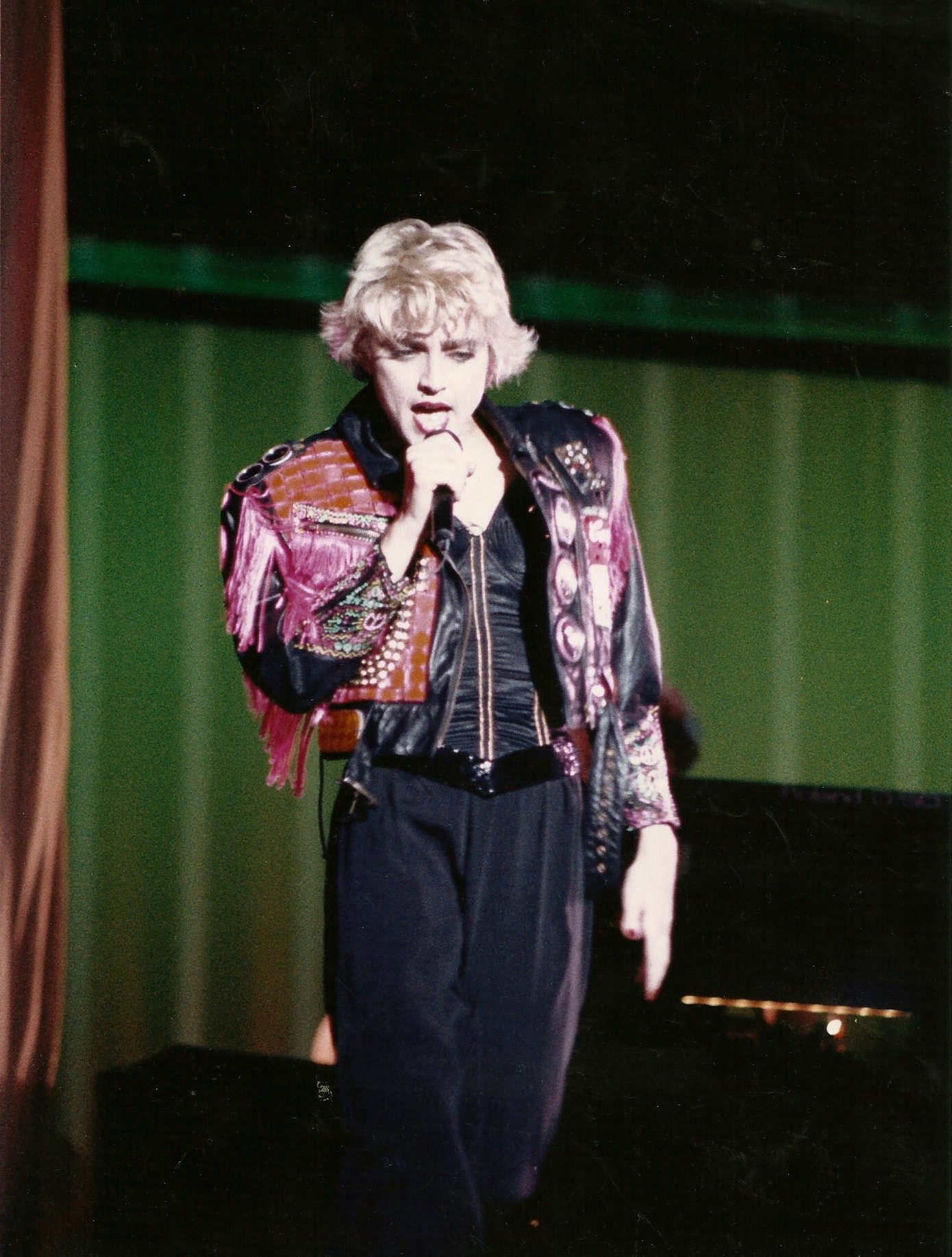
Madonna mentre si esibisce con Into the Groove il 29 agosto 1987 in Francia

Nel 1986 Madonna recita nel film Shanghai Surprise accanto al marito Sean Penn; nel 1987 è invece protagonista nel film commedia Who's That Girl, che si rivela un flop al botteghino negli Stati Uniti, sebbene la colonna sonora sia insignita del disco di platino negli Stati Uniti: quattro dei 9 brani dell'album sono interpretati dalla stessa Madonna, tra cui Who's That Girl, numero 1 della classifica americana, Causing a Commotion, The Look of Love e Can't Stop. I film furono entrambi pesantemente stroncati dalla critica, tanto che nel 1987 Madonna si guadagna il premio come peggior attrice ai Golden Raspberry Awards. Dopo il cinema, Madonna fa il suo esordio nel teatro, recitando a Broadway nella commedia Goose & Tomtom (scritta da David Rabe e diretta da Gregory Mosher), anche questa volta al fianco del marito Sean Penn e dell'attore Harvey Keitel.
Per la prima volta Madonna scrive una canzone per un altro artista: si tratta di Nick Kamen, giovane modello inglese, al quale la star regala il brano Each Time You Break My Heart, pubblicato sull'omonimo album del cantante esordiente dove la cantante partecipa come seconda voce. Nell'estate del 1987 Madonna intraprende il suo primo tour mondiale, l'Who's That Girl Tour, che in 38 date tocca Giappone, Nord America ed Europa. Alla fine del 1987 Madonna pubblica una raccolta di remix di alcuni dei suoi precedenti successi, intitolata You Can Dance, che vende sei milioni di copie nel mondo e viene certificata disco di platino negli Stati Uniti. Intanto appare di nuovo sullo schermo nel film I maledetti di Broadway, pellicola che vedrà la luce solo in VHS a causa della prematura scomparsa del regista Howard Brookner, e insiste nella carriera teatrale con la commedia di David Mamet Speed the Plow, al fianco di Joe Mantegna.
Nel 1989 pubblica il suo quarto album in studio, Like a Prayer, il terzo consecutivo a raggiungere la vetta della classifica statunitense. Dall'album vengono estratti sei singoli: Like a Prayer, Express Yourself, Cherish, Keep It Together, Dear Jessie e la top 20 hit Oh Father. L'album contiene anche Love Song, in cui Madonna duetta con Prince, il quale, non accreditato, suona anche la chitarra elettrica in diversi brani del disco, tra cui la hit Like a Prayer, Keep It Together e Act of Contrition. Con Like a Prayer Madonna sperimenta diversi stili musicali, con incursioni nel rock, nell'R&B, e nel gospel, e viene giudicato molto positivamente dai critici. L'album vende oltre quindici milioni di copie e viene certificato quattro volte disco di platino negli USA.
Malgrado il grande successo dell'album, anche questo disco non è esente da controversie: il video musicale del singolo omonimo, nonché colonna portante dell'album, viene aspramente criticato perché giudicato "sacrilego" (nel video Madonna bacia la statua di un santo di colore che si anima, appare con le sacre stigmate e danza davanti a delle croci in fiamme), dapprima da alcune associazioni cristiane americane e in seguito dallo stesso Vaticano, che impedisce a Madonna di recarsi in Italia e censura il video. Nonostante le varie controversie, il singolo Like a Prayer è divenuto uno dei singoli più venduti della storia. Poco prima dell'uscita dell'album, Madonna aveva firmato un contratto da cinque milioni di dollari per la campagna promozionale della Pepsi per girare un suggestivo spot a cui Like a Prayer faceva da colonna sonora, video in cui la star rievocava la propria infanzia. A causa dello scandalo suscitato dal video, la Pepsi decide di rescindere il contratto con Madonna, cancellando gli spot in programmazione e rifiutando la sponsorizzazione del Blond Ambition Tour (che andò invece alla Pioneer); come pronta risposta, durante un passaggio del video di Oh Father si nota su un muro un maxi-poster pubblicitario della Coca Cola, principale avversario della Pepsi.

### 1990-1993:Blond Ambition Tour,The Immaculate Collection,EroticaeThe Girlie Show Tour
Nel 1990, Madonna interpreta Breathless Mahoney nel film Dick Tracy al fianco di Warren Beatty. Il film ottiene un buon successo commerciale e Madonna ottiene critiche positive per l'interpretazione del suo ruolo di vamp. L'album di Madonna I'm Breathless contiene tre brani della colonna sonora di Dick Tracy (Sooner or Later, More, e What Can You Lose) e altri ispirati alle atmosfere della pellicola. Dall'album vengono estratti due singoli, Hanky Panky e Vogue; lanciato nell'aprile del 1990, quest'ultimo vende quasi sei milioni di copie.
Nel videoclip di Vogue, Madonna si esibisce nel vogueing, un ballo in cui la cantante si era imbattuta per la prima volta in un locale di Chelsea, il Sound Factory. Affascinata dal vogueing, allora diffuso tra la comunità LGBT di New York, la cantante assume alcuni ballerini del locale e decide di scrivere Vogue su una demo house di Shep Pettibone. Contribuirà così a far conoscere il ballo a un pubblico più ampio e ad aumentare la consapevolezza riguardo la cultura gay underground, includendo da Vogue in poi sempre più riferimenti all'omoerotismo nella sua musica e nei suoi videoclip.
Originariamente dall'album dovevano essere estratti anche Sooner or Later e Now I'm Following You, anch'essa contenuta nel film ma interpretata da Andy Paley. L'album contiene anche Something to Remember, inclusa nel compilation album omonimo uscito nel 1995.

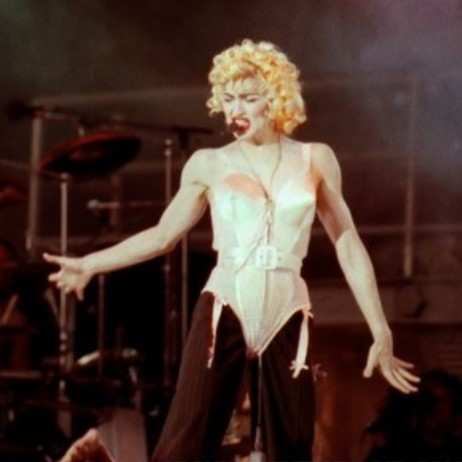
Madonna durante una tappa del Blond Ambition Tour nel 1990

Nell'aprile 1990 Madonna intraprende il suo secondo, e più trasgressivo, tour mondiale, denominato Blond Ambition Tour. Il tour tocca, come l'Who's That Girl Tour, il Giappone, Nord America e l'Europa. Il tour viene accolto positivamente dalla critica, considerato il "miglior tour degli anni novanta". Lo show ha suscitato polemiche per l’uso di simboli cattolici e contenuti sessuali. Papa Giovanni Paolo II ha invitato il grande pubblico e la comunità cristiana a non partecipare, definendolo “uno degli spettacoli più satanici della storia dell’umanità”. Le proteste hanno portato alla cancellazione di un concerto in Italia. A Toronto, la polizia ha minacciato di arrestare Madonna per la performance di Like a Virgin, durante la quale simulava un atto di masturbazione. Nonostante ciò, Madonna ha proseguito lo spettacolo senza modifiche.
Alla fine del 1990 Madonna pubblica una raccolta dei suoi massimi successi, dal titolo The Immaculate Collection. Il disco include quindici tra i singoli più memorabili del suo catalogo e due inediti, che raggiungono la top ten statunitense: Rescue Me e Justify My Love (scritta in collaborazione con Lenny Kravitz). Quest'ultima, con il suo contenuto erotico (contiene infatti riferimenti al sesso omosessuale e al BDSM) e il suo provocante video, censurato da MTV, anticipa la fase sessualmente più esplicita della carriera di Madonna, che culminerà nel 1992 con l'LP Erotica. The Immaculate Collection vende trenta milioni di copie nel mondo e viene certificato disco di diamante negli Stati Uniti. Il greatest hits uscì anche come raccolta di videoclip (in VHS e LaserDisc, nel 1999 in DVD), raggiungendo negli USA il triplo platino. Il videoclip di Justify My Love è il video distribuito su VHS più venduto della storia.
Nel 1991 Madonna è protagonista del film-documentario A letto con Madonna, presentato in anteprima al Festival di Cannes di quell'anno, che racconta i retroscena durante i concerti del Blond Ambition Tour. Nel film, che alterna immagini sul palco e dietro le quinte, la personalità e la vita privata di Madonna vengono esplorate nei più intimi dettagli. Continua e si fa più accentuata l'immagine sensuale ed esplicita di Madonna: nel film sono infatti incluse numerose scene di nudo e linguaggio sessuale esplicito. Nel documentario, viene anche rimarcata la figura di Madonna come icona gay: ampio è lo spazio dedicato ai 6 ballerini omosessuali ingaggiati per il tour, inclusa la loro partecipazione al gay pride del 1990 a New York e una scena di intimità omosessuale. I ballerini del Blond Ambition Tour Oliver Crumes, Kevin Stea e Gabriel Trupin hanno fatto causa alla popstar per frode e violazione della privacy per aver incluso nel documentario diverse scene che la popstar aveva promesso di non montare.
Nel 1992, Madonna appare nel film Ragazze vincenti con Tom Hanks e Geena Davis. Il film ottiene un discreto successo e la canzone principale della colonna sonora del film, This Used to Be My Playground, pubblicata nella compilation celebrativa dei Giochi Olimpici di Barcellona, Barcelona Gold, diventa una hit mondiale ed è la decima numero uno di Madonna nella classifica statunitense dei singoli. Nello stesso anno Madonna partecipa alla compilation Red Hot + Dance con un remix del brano inedito Supernatural (che, nella sua versione originale, era già stato pubblicato come lato B del singolo di Cherish).
Il 1992 costituisce la fase più controversa della carriera di Madonna. Secondo quella che appare come una ben calcolata strategia multimediale, escono, nello spazio di alcuni mesi, il libro fotografico Sex, l'album Erotica e il film Body of evidence - Corpo del reato diretto da Uli Edel. Le foto di Sex, opera di Steven Meisel, intendono rappresentare le fantasie sessuali della cantante, molte delle quali di natura sadomaso e omosessuale. Tra le comparse, figurano Naomi Campbell, Isabella Rossellini e il rapper Vanilla Ice. Il libro contiene anche dei testi nello stesso spirito delle immagini e un CD con il brano Erotic, una versione speciale del singolo Erotica. Il libro ha un'enorme eco a livello internazionale ed è presto esaurito. Oggi fuori stampa, è diventato un oggetto da collezione.

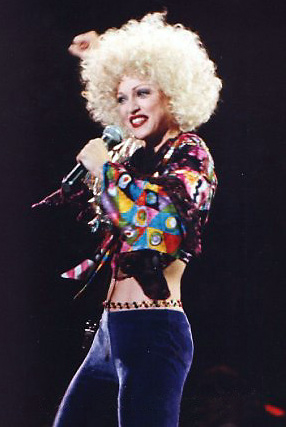
Madonna si esibisce con Express Yourself durante il The Girlie Show Tour del 1993

Nell'ottobre del 1992 esce l'album Erotica, il quinto realizzato in studio dalla cantante, co-prodotto da Madonna, Shep Pettibone e André Betts. Il primo singolo estratto dall'album è Erotica, che presenta un testo abbastanza spinto ed audace in cui Madonna si presenta come mistress sadomaso che si prefigge di insegnare le arti del piacere erotico. Seguono i singoli Deeper and Deeper, Bad Girl, Fever (cover in stile house del celebre pezzo jazz di Peggy Lee, pubblicata come singolo soltanto per il mercato europeo), Rain e Bye Bye Baby. L'album viene certificato doppio disco di platino negli Stati Uniti e vende oltre cinque milioni di copie: cifra notevole per qualunque altro artista, ma ben al di sotto delle vendite degli album precedenti della cantante, tanto che numerosi critici considerano la carriera di Madonna ormai in declino. In seguito a un rifiuto della Warner Bros. Records di darle una parte dei profitti ricavati con gli album fino ad allora pubblicati, Madonna li convince a finanziare il progetto Maverick Records, una casa discografica fondata dalla cantante insieme a Freddy DeMann, co-presidente dell'etichetta che ha fornito 20 milioni di dollari di budget per la realizzazione della società. Erotica è il primo album di Madonna a essere stato pubblicato dalla sua etichetta.
Il flop del film Body of evidence - Corpo del reato (1993) sembra confermare le cattive voci. Il film, che racconta della relazione tra una gallerista accusata di omicidio e il suo difensore, viene definito eccessivamente esplicito nelle scene di sesso (spesso sadomaso) tra i protagonisti. Per la promozione italiana del film, Madonna arriva in Italia, a Roma, il 23 gennaio 1993 e partecipa, per la prima volta in uno show televisivo italiano (seppure fosse già apparsa dieci anni prima alla TV italiana in una puntata di Discoring, per promuovere, da semisconosciuta, il suo singolo di debutto Everybody), alla trasmissione Partita Doppia, condotto da Pippo Baudo. La serata raggiunse il 42,65% di share con 9.540.000 spettatori, decretandone un vero successo mediatico. Il film fece guadagnare a Madonna un Razzie Award per la peggiore interpretazione dell'anno.
Intanto compone il brano Just a Dream per la sua storica corista, Donna DeLory, che lo pubblica nel suo album omonimo da solista. Nel 1993 recita nella commedia di Woody Allen Ombre e nebbia, al fianco di Mia Farrow e John Malkovich e nell'autunno dello stesso anno parte il Girlie Show, il terzo tour mondiale della cantante, che in 38 tappe tocca Europa, Stati Uniti, Giappone e per la prima volta Israele, Turchia, America Latina e Australia. Ancora un'altra prova da attrice, questa volta drammatica, nel film fiasco ai botteghini Occhi di serpente, diretto dal regista Abel Ferrara, con Harvey Keitel e James Russo. E ancora qualche collaborazione discografica: cede al giovane artista Nick Scotti il brano Get Over (originariamente composto come terzo inedito di The Immaculate Collection), che viene pubblicato nel suo album di debutto omonimo; inoltre incide il brano Queen's English con i suoi ballerini Jose Guiterez e Luis Camacho.

### 1994-1999:Bedtime Stories,EvitaeRay of Light
Agli inizi del 1994 Madonna pubblica il singolo di successo I'll Remember (incluso nella colonna sonora del film 110 e lode, diretto dal suo amico Alek Keshishian) e nel mese di ottobre pubblica Bedtime Stories, caratterizzato da sonorità R&B e co-prodotto da Dallas Austin e Nellee Hooper, che vende 145.000 copie nella prima settimana. L'album, alla fine del 1995, è certificato triplo disco di platino negli Stati Uniti. Il singolo Secret anticipa l'album, ma Take a Bow coprodotto con Babyface riscuote maggior successo, mantenendosi in vetta alla classifica Billboard Hot 100 per ben sette settimane consecutive, superando il record di Like a Virgin. Contemporaneamente alla fine dello stesso anno esce un secondo libro fotografico, intitolato The Girlie Show. Il libro raccoglie frasi, poesie e pensieri della cantante insieme ad immagini live scattate durante l'omonimo tour del 1993. Nel libro è contenuto anche un CD con tre canzoni registrate dal vivo nel corso della tournée.
Il 31 marzo 1994 viene ospitata al David Letterman Show: a causa del linguaggio della cantante, che ripete per ben dodici volte la parola "fuck" nel corso dell'intervista, la puntata diviene la più censurata della storia del canale CBS. Nel febbraio 1995 Take a Bow viene eseguita da Madonna nella sua prima apparizione al Festival di Sanremo.
Da Bedtime Stories vengono estratti inoltre i singoli Bedtime Story, scritta da Björk, e Human Nature, nel cui video dichiara di "non avere rimpianti" per gli scandali creati con l'uscita dell'album Erotica e del libro Sex. Nel 1995 l'attività di Madonna è piuttosto intensa: partecipa alla colonna sonora del film italiano Il postino con la lettura della poesia di Pablo Neruda If You Forget Me. Realizza come testimonial la sua seconda campagna pubblicitaria per Versace e recita piccole parti nei film Blue in the Face, Four Rooms e, l'anno successivo, Girl 6. Madonna pubblica verso la fine dell'anno Something to Remember, una raccolta delle sue ballate più celebri: il progetto comprende anche gli inediti You'll See, I Want You e One More Chance. Il gruppo britannico trip hop dei Massive Attack collabora nel riarrangiamento di I Want You, cover di una canzone di Marvin Gaye. You'll See raggiunge la top ten della classifica americana e viene pubblicato anche in spagnolo con il titolo Veràs. Nella raccolta è inclusa anche una nuova versione del brano Love Don't Live Here Anymore, lanciato come singolo per l'album Like a Virgin solo per il mercato giapponese dieci anni prima. Something to Remember vende oltre otto milioni di copie.

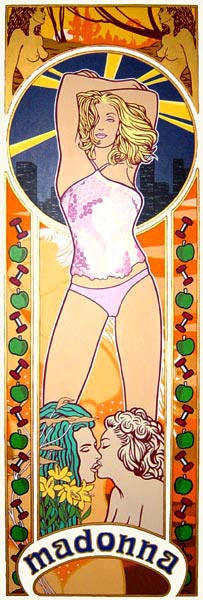
Opera di Paul Harvey che ritrae Madonna

Nel 1996 Madonna ottiene la sua consacrazione anche come attrice, interpretando il ruolo di Evita Perón nel film di Alan Parker Evita basato sul musical di Andrew Lloyd Webber e Tim Rice. Madonna riceve critiche unanimemente molto positive, le migliori da Cercasi Susan disperatamente e si aggiudica un Golden Globe come migliore attrice in un film commedia o musicale.
Della colonna sonora Evita vengono pubblicate due edizioni: la prima include una selezione delle canzoni del film, mentre la seconda in due CD include tutte le canzoni eseguite. L'album della colonna sonora riscuote un grande successo grazie ai singoli Don't Cry for Me Argentina e You Must Love Me, canzone scritta da Tim Rice e Andrew Lloyd Webber appositamente per il film e che vince il premio Oscar per la migliore canzone. Nello stesso anno partecipa alla compilation Sweet Relief II con la canzone Guilty by Association, la reinterpretazione di un brano di Vic Chesnutt in cui Madonna fa da corista al cognato Joe Henry. Nel 1997 partecipa alla realizzazione della compilation benefica Carnival!, con il brano inedito Freedom. Cede a Gary Barlow il brano Love Won't Wait, scartato da Bedtime Stories, che viene pubblicato nell'album dell'ex Take That, Open Road.
Nel 1998 Madonna pubblica il suo settimo album Ray of Light, coprodotto da William Orbit. L'album si delinea come un disco dalle sonorità principalmente techno, elettroniche, psichedeliche, d'ambiente e trip-hop. Lo sperimentalismo sonoro e i testi sviluppati, che costruiscono atmosfere più introspettive e intimiste dei precedenti lavori, permettono al progetto di ottenere ottime critiche e di venire acclamato come il miglior album dai tempi di Like a Prayer. Considerato spesso il magnum opus di Madonna e uno degli album pop migliori degli anni '90 e di tutti i tempi, si configura come un risveglio spirituale da parte di Madonna, principalmente grazie all'influenza di alcuni eventi determinanti nella vita dell'artista: primi fra tutti, la nascita della figlia Lourdes (1996) e l'avvicinamento alle filosofie e religioni orientali, tra cui la Kabbalah e l'induismo. Ray of Light vende oltre venti milioni di copie e viene certificato quattro volte disco di platino negli Stati Uniti. Frozen, singolo che anticipa l'uscita dell'album, raggiunge la top five americana così come il secondo singolo Ray of Light, per il quale Madonna vince tre Grammy Awards e una nomination per la registrazione dell'anno. Il singolo Ray of Light vende 371.000 copie nella sua prima settimana di pubblicazione.
Agli MTV Video Music Awards 1998 si esibisce in Ray of Light simulando una scena di sesso con il viso ornato da immagini indù simbolizzanti castità e purezza. Questo gesto scatena i dissensi della World Vaishnava Association, che si dice offesa a nome di tutti gli induisti dall'esibizione della cantante. Il terzo singolo estratto è Drowned World/Substitute for Love che però non viene pubblicato negli Stati Uniti. Il video della canzone viene pesantemente criticato per la somiglianza negli eventi che ricordano la morte di Lady Diana. Gli altri singoli estratti dall'album sono The Power of Good-Bye e Nothing Really Matters, nel cui video Madonna veste i panni di una geisha. Nello stesso anno partecipa a un altro album benefico, A Gift of Love, per il quale interpreta Bittersweet, una poesia del poeta persiano Gialal al-Din Rumi. Nel 1999 Madonna pubblica la top twenty hit Beautiful Stranger, scritta e interpretata per la colonna sonora del film Austin Powers - La spia che ci provava, e incide Be Careful (Cuidado Con Mi Corazón) con Ricky Martin, pubblicata nell'omonimo album del cantante.
Dopo essersi aggiudicata un altro Grammy Award per il brano Beautiful Stranger, Madonna fa da testimonial per la campagna pubblicitaria della Max Factor, girando il famoso spot in cui bacia l'attore italiano Raoul Bova. Alla fine del 1999 viene pubblicata la raccolta di videoclip The Video Collection 93:99, un'ideale continuazione del video The Immaculate Collection del 1990, contenente quattordici videoclip da Bad Girl fino a Beautiful Stranger.

### 2000-2004:Music, ilDrowned World Tour,American Lifee ilRe-Invention Tour
Nel 2000 Madonna recita come protagonista nel film Sai che c'è di nuovo?, insieme a Rupert Everett. Riadattata per la colonna sonora, pubblica come singolo una cover del celebre successo degli anni settanta di Don McLean American Pie, che raggiunge presto la vetta delle classifiche internazionali. Nella colonna sonora del film è presente un ulteriore inedito registrato dalla popstar, la ballata Time Stood Still. Nel 2000 Madonna pubblica un nuovo album, Music, in cui si propone in una versione dance-pop-country, spogliandosi della veste spirituale di Ray of Light. A seconda dei paesi in cui viene pubblicato, l'album presenta anche Cyberraga o American Pie. Music ha debuttato alla numero uno della Billboard 200, registrando 420.000 copie vendute nella prima settimana. Vengono estratti solo 3 singoli (Music, Don't Tell Me e What It Feels Like for a Girl), e con il Drowned World Tour è stata pubblicata un'edizione speciale dell'album con delle bonus tracks. In totale Music ha venduto undici milioni di copie.
Il singolo omonimo Music è diventato la dodicesima numero uno statunitense della popstar, mentre il video di What It Feels Like for a Girl è stato giudicato come controverso e censurato da MTV per le scene di violenza e di morte, anche se l'obiettivo del video era di mettere in risalto il fatto che la violenza da parte degli uomini non è censurata, mentre da parte delle donne sì.

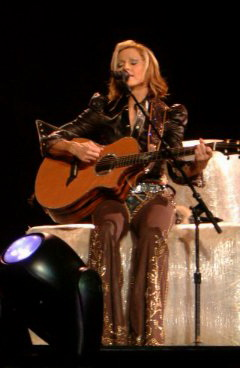
Madonna nel 2001 durante uno show del Drowned World Tour

Nel 2001 Madonna debutta il suo Drowned World Tour, da cui successivamente è stato pubblicato un DVD contenente lo show della tappa a Detroit. Il tour è il suo primo dopo dopo otto anni dal Girlie Show del 1993. Incentrato prevalentemente sui successi di Ray of Light e Music, il concerto è organizzato in 4 atti tematici: il primo è incentrato sul punk e il rock psichedelico, il secondo sulla cultura giapponese (chiari riferimenti a Ray of Light), il terzo sulla musica country (la scenografia e l'abbigliamento faranno di Madonna una vera e propria cowgirl) e il quarto sulla musica spagnola e latinoamericana, in cui Madonna interpreta alcuni brani dal film musical Evita e la sua hit La Isla Bonita, unico brano del suo catalogo anni '80 - oltre a Holiday, cantato nell'encore - ad essere incluso nella scaletta. Per l'inizio della tournée è stata pubblicata una nuova edizione dell'album Music e sono stati rimasterizzati i primi tre album di Madonna con l'aggiunta di alcuni remix. Nel novembre del 2001 Madonna pubblica GHV2 (Greatest Hits Volume 2), seconda raccolta della popstar che presenta una selezione di 15 successi dal 1992 al 2001, ma senza nessun brano inedito. Dopo il tour, Madonna viene diretta da Guy Ritchie in uno spot per la campagna promozionale della BMW dal titolo Star, in cui interpreta un'arrogante rock star che licenzia i suoi due autisti personali. Nel 2002 Madonna recita nel ruolo che fu di Mariangela Melato nel remake del film di Lina Wertmüller, Travolti da un insolito destino nell'azzurro mare d'agosto, diretto da Guy Ritchie. Travolti dal destino, stroncato dalla critica cinematografica, risultando anche un fiasco negli incassi, fa guadagnare alla coppia protagonista due Razzie Awards.
Nell'ottobre del 2002 Madonna pubblica come singolo Die Another Day, tema principale della colonna sonora del 20º film di James Bond, La morte può attendere, e nominato per il Golden Globe come "migliore canzone originale".
Madonna recita anche un breve cameo nel film La morte può attendere, nel ruolo di un'istruttrice di scherma, vincendo così un Razzie Award come peggior attrice non protagonista.
Nell'aprile 2003 esce nei negozi l'album American Life, disco con sonorità elettronico-acustiche e con testi di natura politica e spirituale. Scoppiano le polemiche legate alla prima versione del video American Life che, ambientato nel corso di una surreale sfilata di moda in cui i modelli sfilano in divise militari e in cui vengono mostrate scene violente di guerre, esplosioni e morti, pochi giorni prima dell'uscita viene ritirato e sostituito con un'altra versione in cui, al posto delle scene di guerra, Madonna esegue il brano ripresa in primo piano con l'alternanza di bandiere di vari paesi sullo sfondo. La nuova versione, pubblicata nello stesso momento in cui partono le prime spedizioni contro l'Iraq, non fa placare le polemiche e molti cittadini interpretano il video come anti-americano. Ne consegue il boicottaggio da parte delle radio statunitensi.

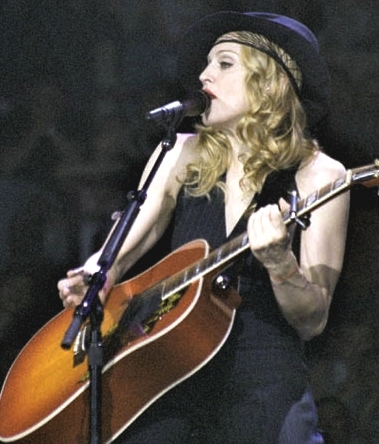
Madonna in una tappa del Re-Invention Tour

Il secondo singolo è Hollywood, in cui Madonna parla della vanità del successo e critica il mondo di Hollywood. Esce anche il singolo Nothing Fails, un'intensa ballata accompagnata da un coro gospel, che però non è illustrato da nessun video, mentre il quarto e ultimo estratto dall'album è Love Profusion, il cui video è stato girato da Luc Besson. La canzone è stata usata per la pubblicità del profumo Beyond Paradise di Estée Lauder. American Life ottiene un discreto successo nel mondo, ma non negli Stati Uniti, dove arriva appena a un milione di copie. Intanto si esibisce con Britney Spears, Christina Aguilera e Missy Elliott in una performance molto discussa agli MTV Video Music Awards, in cui le quattro artiste eseguono un medley di Like A Virgin e Hollywood. Durante l'esibizione Madonna bacia sulla bocca Spears e Aguilera. La performance diventerà una delle più memorabili della storia di MTV. Pochi mesi dopo Madonna collabora nuovamente con Spears, con la quale incide il brano top ten Me against the Music, che verrà incluso nell'album della giovane artista In The Zone.
Nel 2003 Madonna pubblica Le rose inglesi, primo libro di una collana di libri di fiabe i cui proventi sono destinati all'associazione Spirituality for Kids. Nel novembre del 2003 viene pubblicato l'EP Remixed & Revisited, che contiene alcuni remix di brani tratti dall'album American Life e un inedito. In quello stesso anno Madonna è con Missy Elliott testimonial della catena d'abbigliamento GAP (nei negozi della catena viene distribuito un CD promozionale, Madonna & Missy). Nel 2003 partecipa anche a un episodio della quinta serie del telefilm Will & Grace, intitolato Bambole & Bambole, in cui Madonna interpreta il ruolo di Liz, coinquilina di Karen. Nel 2004 parte per il Re-Invention Tour, con 56 date in Nord America ed Europa, incassando 125 milioni di dollari; viene inoltre inserita nella UK Hall of Fame come uno dei cinque membri fondatori. Il tour nasce dall'idea concepita da Madonna e dal suo team di rivisitare i più importanti momenti della carriera musicale della popstar. I retroscena della vita di Madonna e della sua famiglia durante il tour sono raccontati nel film-documentario I'm Going to Tell You a Secret, pubblicato in DVD solo nel 2006. Il 26 dicembre 2004, subito dopo lo tsunami in Asia, Madonna appare in uno special della NBC interpretando Imagine di John Lennon. Il 2 luglio 2005 partecipa a Londra al concerto benefico organizzato da Bob Geldof, il Live 8, che segue l'ideale del Live Aid del 1985, eseguendo tre grandi successi: Like a Prayer, Ray of Light e Music.

### 2005-2009:Confessions on a Dance Floor, ilConfessions ToureHard Candy
Nel novembre 2005 Madonna pubblica Confessions on a Dance Floor, il suo decimo album in studio, co-prodotto da Madonna stess, Stuart Price, Mirwais Ahmadzaï e Bloodshy & Avant.Confessions on a Dance Floor segna il ritorno di Madonna alla dance e al genere degli esordi, e debutta alla posizione numero uno della Billboard 200, con 350.000 copie vendute nella prima settimana, raggiungendo la vetta in altri 39 paesi, diventando l'album con maggiori numero uno della storia. In meno di tre mesi vende oltre 6 milioni di copie. L'album riceve le migliori recensioni e critiche dall'uscita di Ray of Light. Il primo singolo, Hung Up, diviene la canzone con un maggior numero di primi posti in classifica della storia grazie al raggiungimento della vetta in cinquanta paesi. Questo record sarà eguagliato l'anno successivo da Hips Don't Lie di Shakira ft. Wyclef Jean. 

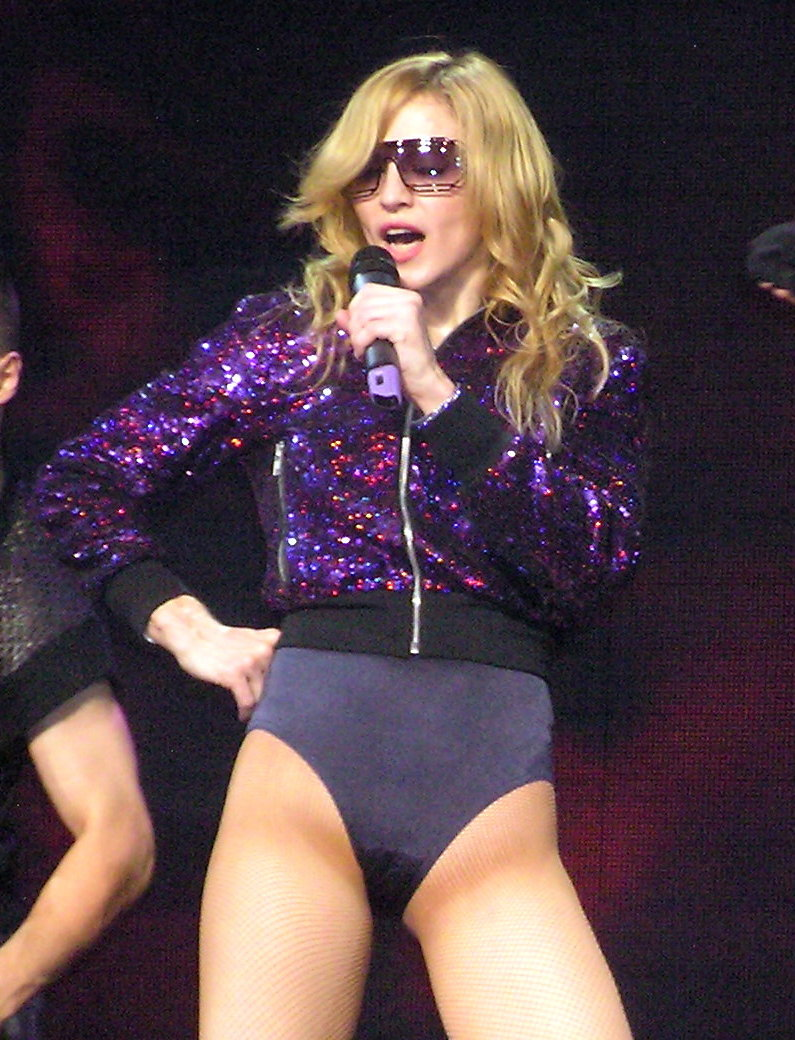
Madonna esegue Hung Up durante una tappa del Confessions Tour del 2006

Il 17 febbraio viene pubblicato il secondo singolo, Sorry, il cui video rappresenta il seguito di Hung Up; mentre il 16 giugno viene estratto come terzo singolo di Confessions on a Dance Floor il brano Get Together. Nella stessa data è uscito il cofanetto I'm Going to Tell You a Secret composto da un CD live (il primo nella carriera di Madonna) contenente alcune canzoni eseguite durante il Re-Invention Tour del 2004 e un DVD con il documentario I'm going to tell you a secret (che racconta i retroscena della tournée). Nell'estate del 2006 Madonna si è esibita con il suo Confessions Tour con 60 date in Nord America, Europa e Giappone. Il tour, registrando il tutto esaurito in tutte le sue date, è il tour di un'artista femminile che ha raggiunto i maggiori incassi della storia della musica. A fine gennaio 2007 esce il cofanetto The Confessions Tour (certificato in Italia già disco di platino solo dalle prenotazioni precedenti l'uscita dell'album), che comprende un DVD con il concerto del Confessions Tour e un CD con tredici tracce tratte dall'esibizione. Per promuovere il disco solo per le radio sono stati diffusi i singoli Future Lovers/I Feel Love e Music Inferno. Music Inferno è una delle poche canzoni remixate cantate dal vivo in un concerto ad avere successo nella storia della musica.
Successivamente le viene assegnato il suo sesto Grammy Award per l'album Confessions on a Dance Floor nella categoria "Miglior album dance/elettronico". Per il 2007 Madonna disegna la nuova linea M by Madonna per l'azienda di abbigliamento svedese H&M. La linea, uscita nel marzo 2007, è promossa da una campagna pubblicitaria in cui Madonna indossa gli abiti da lei stessa disegnati, le cui foto sono state realizzate da Steven Klein, fotografo di Vogue USA. Il 16 maggio Madonna pubblica Hey You, brano coprodotto da Madonna e Pharrell Williams scaricabile solo dal web dal sito del Live Earth, concerto evento organizzato da Al Gore per il 7 luglio a favore della difesa dell'ambiente, i cui proventi sono devoluti a questa causa.
Al concerto di Londra nel nuovo Stadio di Wembley oltre a Hey You, Madonna ha eseguito una nuova versione di La isla bonita con i Gogol Bordello;  Ray Of Light e Hung Up. Hey You sarà poi inserita nella compilation del Live Earth mentre La isla bonita nella versione con i Gogol Bordello sarà inserita nel DVD con i concerti della manifestazione.
Collabora con Annie Lennox, Anastacia ed altre venti cantanti, alla realizzazione della canzone Sing contenuta nell'album Songs of Mass Destruction. Nell'estate del 2007 Madonna dirige il suo primo film, intitolato Sacro e profano, presentato nel febbraio 2008 al Festival di Berlino, e in quello stesso autunno, in rottura con la sua storica casa discografica Warner Bros., sigla un contratto di 120 milioni di dollari con Live Nation, colosso americano che si occupa della gestione dei concerti di migliaia di artisti. Il contratto prevede una durata di dieci anni e comprende tutti i progetti futuri di Madonna, tra cui tre nuovi album in studio, tre tour, eventuali raccolte, e la possibilità di sfruttare il "marchio Madonna". La Warner Bros. continuerà comunque a gestire la pubblicazione del catalogo di Madonna 1982-2008.
Durante lo svolgimento del tour, Madonna fonda l'associazione di beneficenza Raising Malawi, e adotta un bambino chiamato David Banda nell'ottobre del 2006, adozione conclusa nel maggio 2008. Il 10 febbraio 2008 Madonna vince il suo settimo Grammy Award per il DVD The Confessions Tour nella categoria "Best Long Form Music Video", mentre esattamente un mese dopo diventa membro della Rock and Roll Hall of Fame. Nel marzo 2008 viene lanciato in tutto il mondo 4 Minutes, primo singolo che precede l'uscita dell'album Hard Candy. Il brano, eseguito in duetto con Justin Timberlake e con la collaborazione di Timbaland, a cinque mesi dalla pubblicazione ha raggiunto i due milioni di copie vendute.

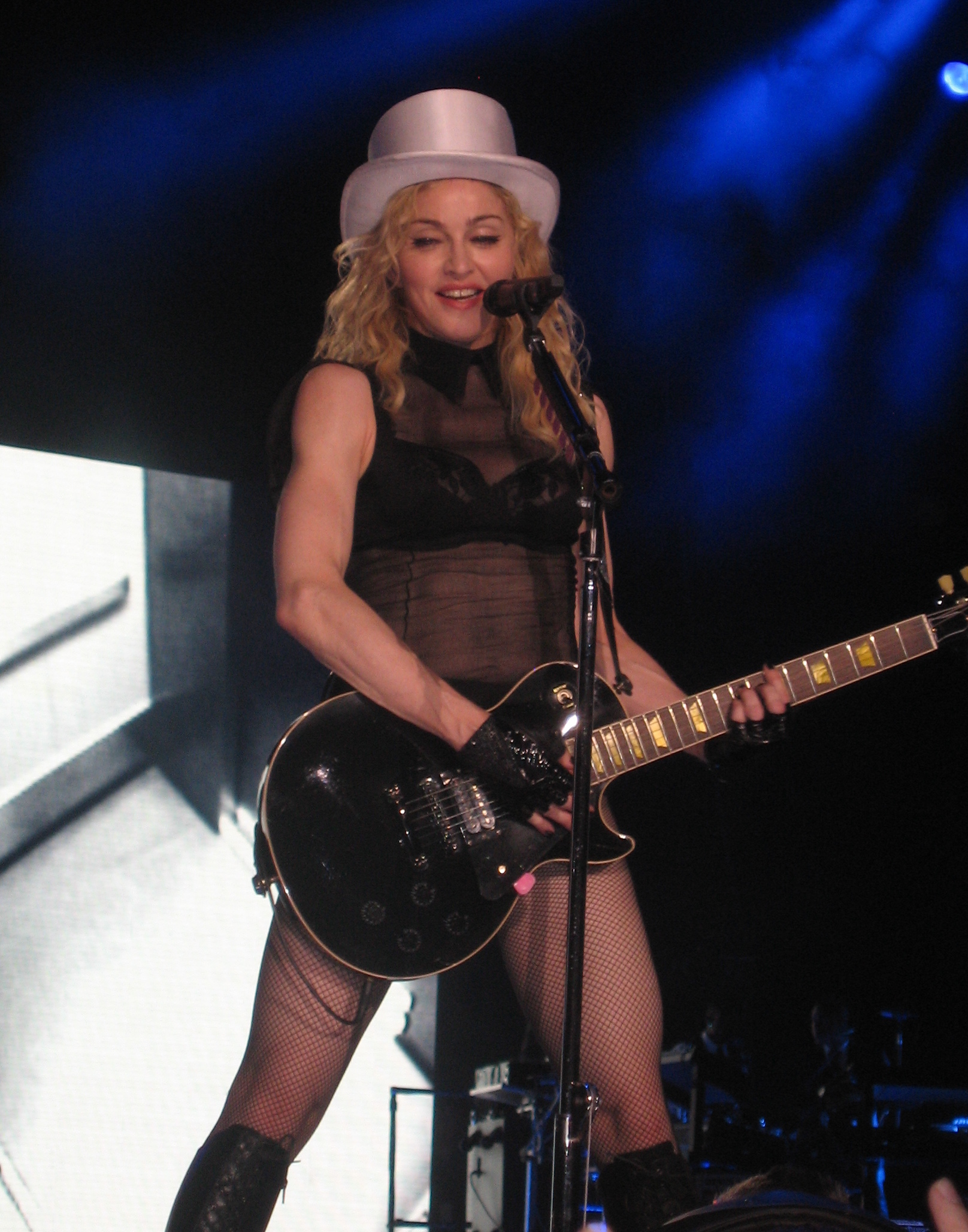
Madonna nel 2009 durante una tappa dello Sticky & Sweet Tour

Hard Candy, pubblicato il 25 aprile 2008, vede una grande partecipazione di Timberlake, che ha coscritto cinque tracce, in quattro delle quali è presente anche come voce in duetto con Madonna. Questa ennesima mutazione di Madonna la vede collaborare con produttori come Timbaland, Justin Timberlake, Pharrell Williams e Kanye West. Il secondo singolo estratto da Hard Candy è Give It 2 Me (brano a cui partecipa anche il rapper Pharrell Williams) seguito da Miles Away, del quale verrà pubblicato un video con estratti dal vivo tratti dall'ultimo tour. Il 23 agosto di quell'anno, Madonna è partita con il suo ottavo tour mondiale, lo Sticky & Sweet Tour; il tour si è concluso il 21 dicembre 2008 a San Paolo del Brasile, per ripartire nell'estate 2009, toccando alcune città europee. Il tour rimase il primo nella classifica dei tour di un artista singolo con il maggior incasso fino al 2013, quando venne sorpassato da quello di Roger Waters.
Nel 2008 Madonna fa il suo debutto come regista: scrive la sceneggiatura di Sacro e profano e decide di occupare il posto dietro la cinepresa, suo sogno nel cassetto da molto tempo. Il film, presentato al Festival di Berlino, è una commedia che racconta la storia di tre persone che cercano di sbarcare nel mondo dello spettacolo. La pellicola ha ricevuto per lo più critiche negative.
Peter Bradshaw del The Guardian ha scritto che «Madonna è stata una terribile attrice in molti, molti film ed ora è passata ad essere una terribile regista.» Una delle poche recensioni positive, è stata quella di James Christopher del The Times di Londra che ha ritenuto il film un esempio del potenziale da regista di Madonna. Tramite una ricerca effettuata tra il 2000 e il 2009 Madonna risulta essere la celebrità più ascoltata nel Regno Unito, infatti le sue canzoni sono state le più trasmesse dalle radio, battendo così i Beatles, Robbie Williams, e i Take That.
A settembre 2009, dopo 27 anni di carriera di Madonna con la Warner, viene pubblicato il terzo greatest hits della cantante dal titolo Celebration, che contiene alcuni dei suoi maggiori successi e viene pubblicato in diverse versioni. Il disco contiene anche due inediti: la title track Celebration, primo singolo della raccolta e il secondo Revolver (nella versione download digitale è presente anche un terzo inedito dal titolo It's So Cool). L'album è l'ultimo lavoro di Madonna con l'etichetta discografica Warner Bros. prima di passare alla casa Live Nation.

### 2010-2012:W.E.,MDNAe ilMDNA World Tour
Madonna nel gennaio 2010 si è esibita con una versione acustica del brano Like a Prayer accompagnata da coro per la manifestazione Hope for Haiti Now, evento benefico per sostenere la popolazione colpita dal terremoto di Haiti. Madonna produce anche un episodio della prima stagione della serie televisiva Glee, totalmente incentrato sulla sua musica. Insieme alla figlia Lourdes crea la linea di moda Material Girl, e nel mese di ottobre fonda alcuni centri benessere sparsi nel mondo, tra cui tre in Italia, chiamati Hard Candy Fitness. Alcuni mesi dopo crea un'altra linea di moda chiamata Truth or Dare. Il 26 marzo è stato pubblicato il DVD dello Sticky & Sweet Tour filmato a Buenos Aires, Argentina.

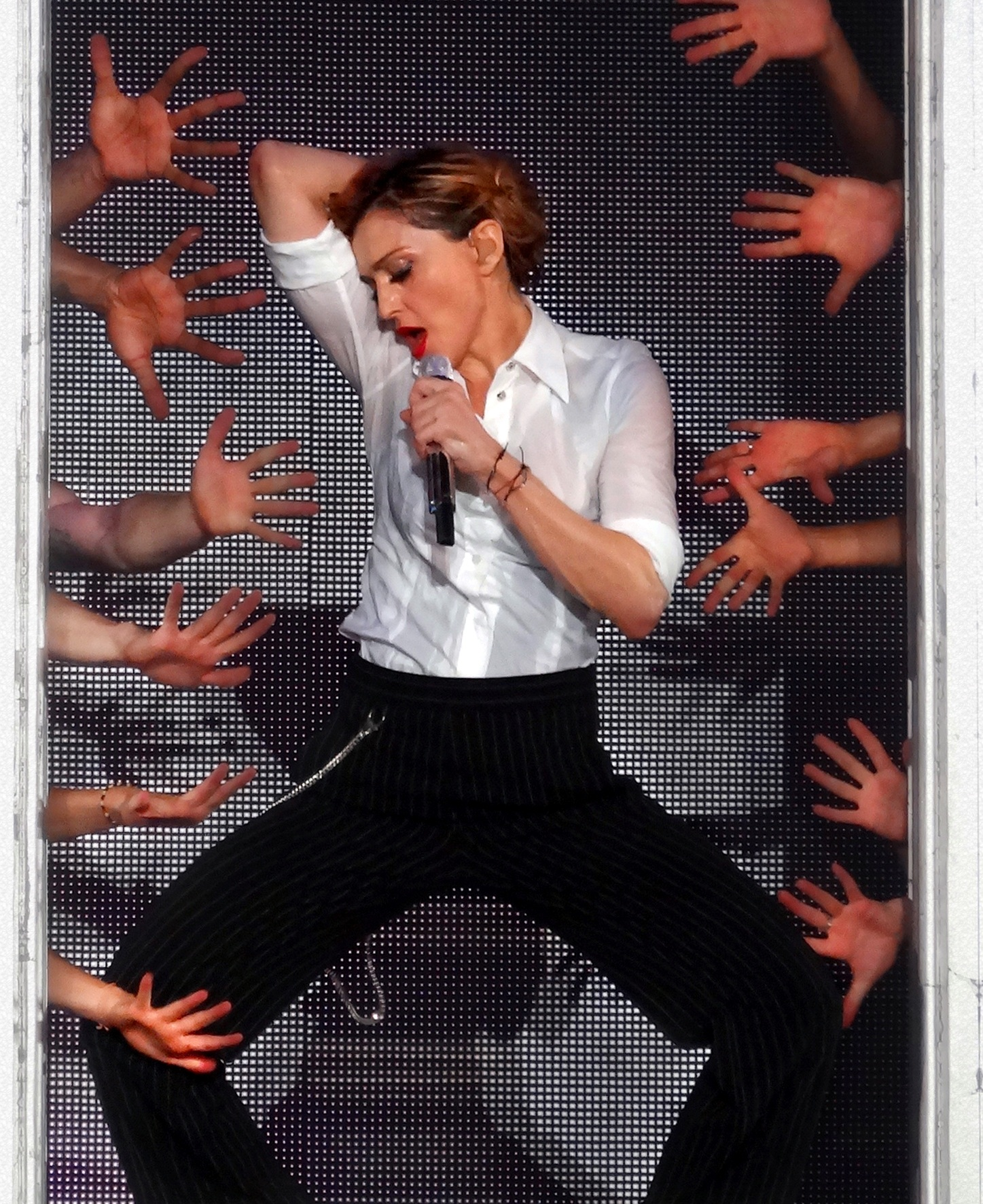
Madonna canta Human Nature al MDNA Tour

Nella prima metà del 2012 è prevista l'uscita del film W.E. - Edward e Wallis, del quale l'artista è regista. Il film interpretato da Andrea Riseborough, James D'Arcy e Abbie Cornish, narra la storia d'amore tormentata tra Wallis Simpson e re Edoardo VIII. Il famoso produttore di Hollywood ha così commentato il lavoro della Ciccone: "Madonna ha saputo interpretare in maniera sublime le vicende tormentate che hanno attanagliato la vita di Wallis Simpson, considerata in patria un'amante tormentata e in Inghilterra un'arrampicatrice sociale. È un film che va oltre la semplice biografia o il blando racconto di una storia d'amore: ha quel qualcosa in più che mi ha fatto scommettere su questa produzione". Il 15 gennaio 2012, Madonna ha ricevuto il Golden Globe per Masterpiece, coprodotta insieme a William Orbit, come "miglior canzone originale" tratta dal film W.E..
Il 4 luglio 2011, in occasione del giorno dell'Indipendenza americana, il manager di Madonna, Guy Oseary, ha annunciato l'inizio della registrazione del nuovo album della pop star.
L'11 gennaio 2012 Madonna ha annunciato, tramite la sua pagina Facebook, il titolo del suo nuovo album: MDNA. Nel 2011, a dicembre, durante la presentazione del film W.E. - Edward e Wallis Madonna ne aveva presagito anche l'uscita con un ulteriore singolo che lo precede, previsto invece tra febbraio/marzo.
Il 5 febbraio 2012, allo stadio d'Indianapolis, Madonna si è esibita durante l'intervallo del SuperBowl XLVI, esordiendo con Vogue come una moderna Cleopatra trainata da soldati egizio-romani, e continuando con Music. La partecipazione di Madonna al grande evento sportivo del Superbowl era stata annunciata nel 2011, nel mese di ottobre, e confermata poco dopo, a dicembre. La performance di Madonna al Super Bowl diventa la più vista di sempre, con oltre 114 milioni di visualizzazioni, più ancora della partita stessa.
Nel marzo 2012 l'etichetta Warner ha pubblicato un cofanetto contenente gli undici album in studio di Madonna pubblicati dal 1983 al 2008 intitolato The Complete Studio Albums (1983-2008). Il cofanetto è riuscito ad entrare in classifica in Regno Unito, arrivando alla posizione numero 70. Nel febbraio del 2012, è stato reso disponibile al preordine su iTunes il dodicesimo album di Madonna, MDNA. L'album ha raggiunto la prima posizione della classifica iTunes in cinquanta Paesi, registrando in un giorno il più alto numero di preordini nella storia di iTunes.

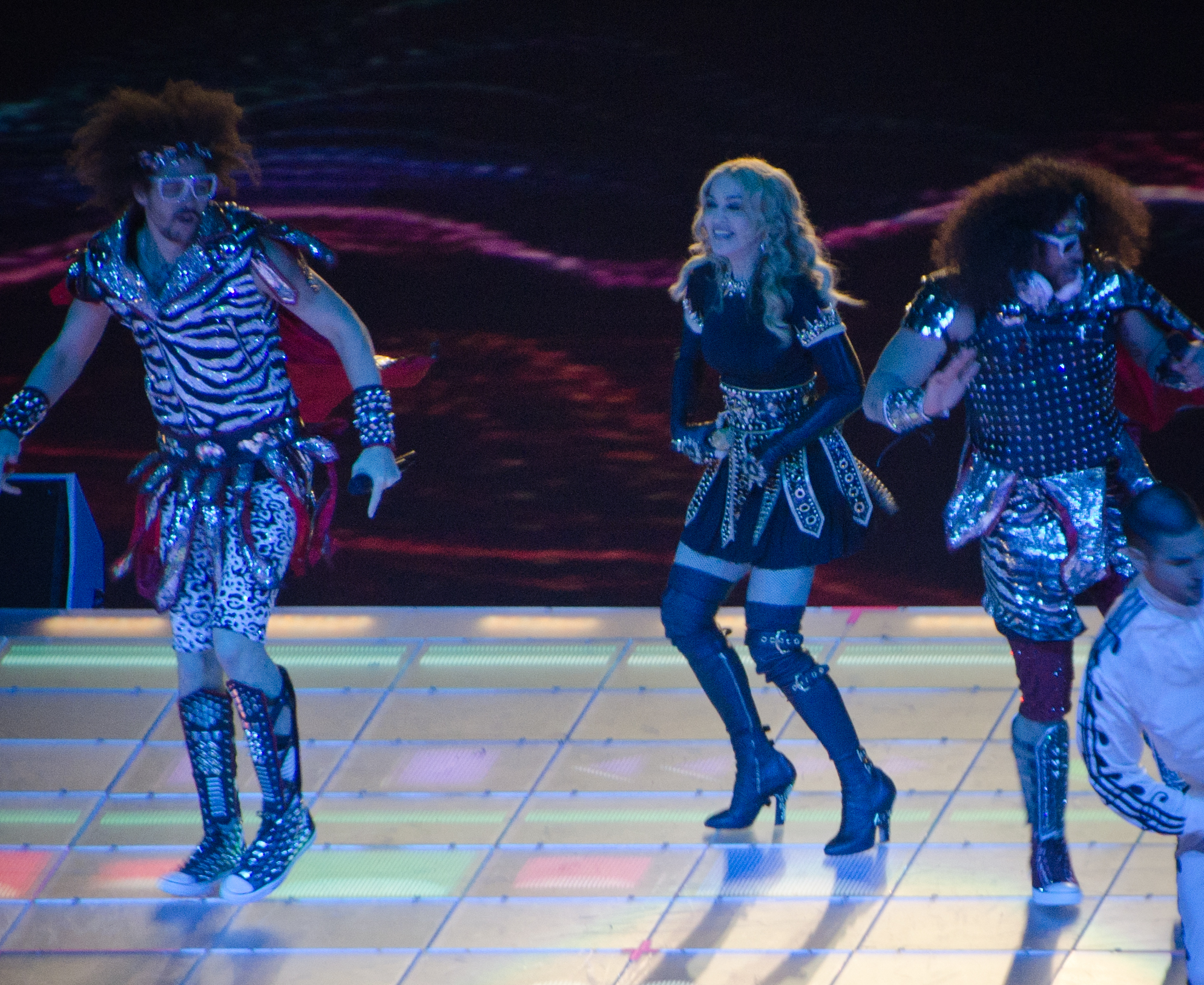
Madonna e gli LMFAO durante l'halftime show del Super Bowl XLVI

È stato pubblicato il 26 marzo 2012, e preceduto da Give Me All Your Luvin', interpretato insieme a Nicki Minaj e M.I.A., e presentato in anteprima mondiale nell'intervallo del Super Bowl XLVI. Ancor prima dell'inizio del MDNA Tour, dell'uscita del nuovo album e della distribuzione in CD singolo di Give Me All Your Luvin' , prevista per il 6 marzo 2012, è stato deciso di pubblicare un ulteriore singolo, Girl Gone Wild. Il 12 aprile 2012 Madonna ha lanciato il suo primo profumo Truth or Dare, fragranza che prende il nome da A letto con Madonna (Madonna: Truth or Dare), il celebre film documentario diretto da Alek Keshishian. Il 31 maggio 2012, a Tel Aviv, è partito il nuovo tour mondiale di Madonna, l'MDNA Tour, proposto per promuovere l'album MDNA e, proprio durante una tappa in Italia, a Firenze, Madonna ha girato il video del suo singolo estivo, uscito in Italia il 3 luglio 2012, intitolato Turn Up the Radio. Il tour ha registrato il tutto esaurito per ognuno degli 88 spettacoli in programmazione, diventando la tournée di maggior successo dell'anno, e la decima di tutti i tempi, con un incasso di oltre 305 milioni di dollari. Grazie al successo del tour, la rivista Forbes l'ha eletta la celebrità più ricca dell'anno. Al tour era prevista la partecipazione della figlia di Madonna, Lourdes, come ballerina, ma la cantante la mise in punizione per aver fumato e rimase al guardaroba.
Tra il 19 e il 20 novembre 2012 è stato girato all'American Airlines Arena di Miami il live del tour, diretto da Stéphane Sennour e Danny Tull, la cui pubblicazione in DVD e Blu-ray è avvenuta nel 2013. 
Il 6 settembre 2013 è stato pubblicato il DVD del MDNA Tour.

### 2013-2017:Rebel Hearte la momentanea pausa
Nel marzo 2013, Madonna ha tenuto un discorso durante i GLAAD Awards sulla libertà sessuale e sull'uguaglianza, contro l'omofobia e la violenza sulle donne.
Il 24 settembre 2013 esce invece secretprojectrevolution, un film di 17 minuti in collaborazione con il fotografo Steven Klein, contro la violenza nelle carceri e il femminicidio. Nel maggio 2013, la cantante ha partecipato ai Billboard Music Awards, vincendo nelle categorie "Miglior Artista in Tour", "Miglior Artista Dance" e "Miglior Album Dance" (per l'album MDNA).

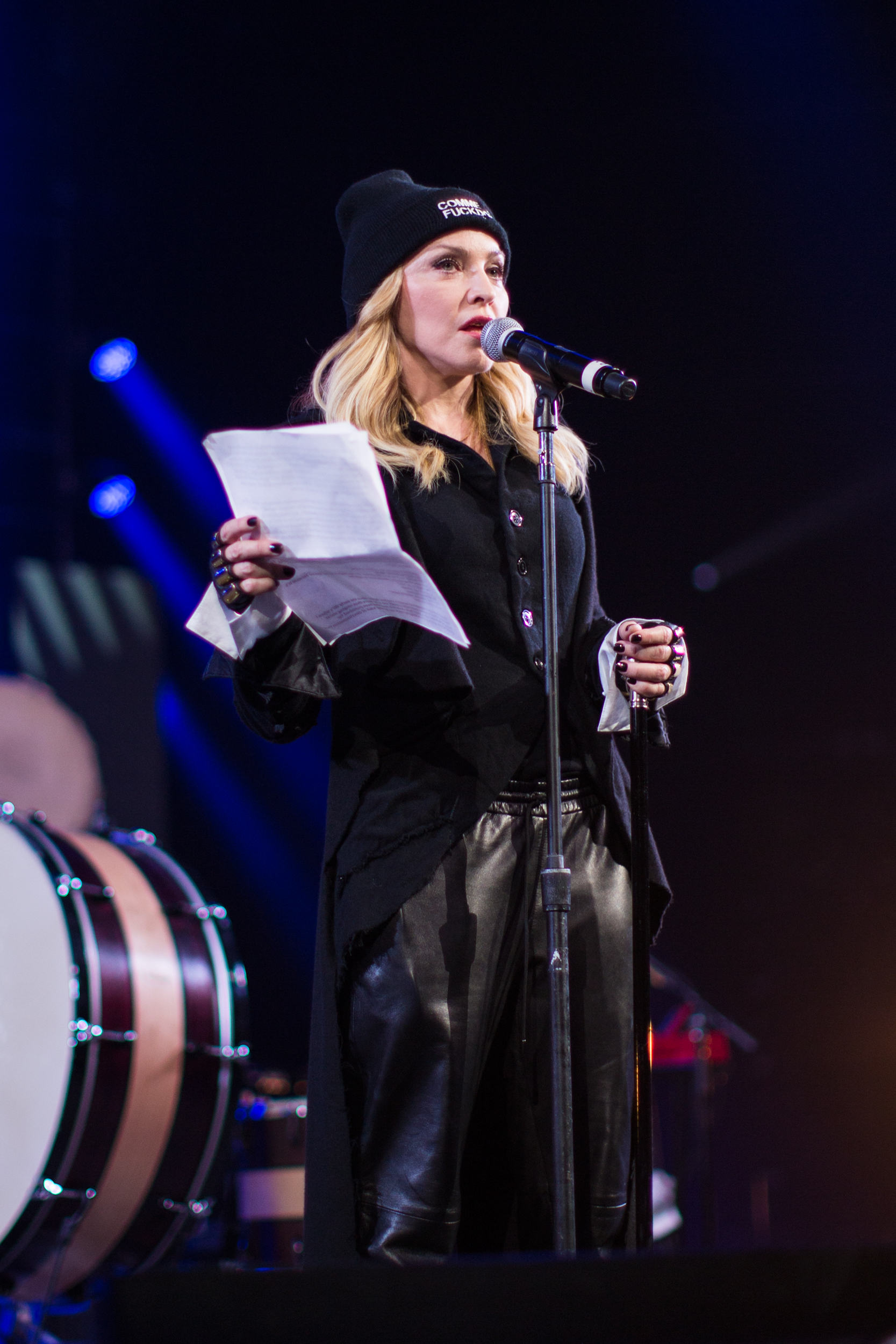
Madonna mentre tiene un discorso al 'Bringing Human Rights Home' organizzato da Amnesty International a New York nel 2014

Nel gennaio 2014, Madonna ha partecipato ai Grammy Awards prendendo parte all'esibizione di Macklemore e Ryan Lewis. Pochi giorni più tardi la diva ha preso parte al concerto MTV Unplugged di Miley Cyrus. Durante un'intervista in Canada, Madonna avrebbe rivelato di essere impegnata con la produzione di un nuovo album. Per questo progetto la superstar ha rivelato di essersi messa in collaborazione con Avicii e Natalia Kills. A causa della pubblicazione illegale, da parte di sconosciuti, di quasi tutte le tracce contenute nell'album che sarebbe dovuto uscire nel 2015, Madonna anticipa l'uscita del nuovo disco al 20 dicembre 2014, Rebel Heart, in prenotazione sul noto store di musica iTunes. Inizialmente sono scaricabili solamente le prime sei canzoni, altre verranno rese disponibili fino al 10 marzo 2015, data di uscita definitiva dell'album. Lo stesso 20 dicembre è stato ufficializzato come primo singolo della nuova era Living for Love. L'8 febbraio 2015 prende parte alla 57ª edizione dei Grammy Awards esibendosi con Living for Love immersa in un'atmosfera che riprende la tauromachia del videoclip realizzato per la canzone.
L'8 marzo 2015 presenta il suo nuovo disco Rebel Heart in anteprima mondiale in Italia, partecipando alla trasmissione Che tempo che fa condotta da Fabio Fazio. Esegue inoltre dal vivo due brani inediti, Devil Pray e Ghosttown.
Il secondo singolo estratto è Ghosttown, anch'esso affiancato dalla pubblicazione di un video su YouTube e pubblicato il 13 marzo 2015: la canzone viene eseguita e presentata in anteprima mondiale al talk show Che tempo che fa in Italia, dove viene certificato disco di platino dopo aver venduto 50 000 copie; il video è stato diretto dal suo amico e collaboratore Jonas Åkerlund e vede come protagonisti la cantante e il famoso attore statunitense Terrence Howard, i quali si concedono un appassionante ballo di tango. Nello stesso mese presenta la canzone agli iHeartRadio Music Awards, accompagnata alla chitarra da Taylor Swift. Il terzo singolo estratto è Bitch I'm Madonna, che vede la collaborazione vocale della rapper Nicki Minaj e viene pubblicato il 15 giugno 2015: il brano è stato scritto con il dj Diplo e presenta influssi tipicamente raggae, electro house e dance; anche questo singolo viene promosso da un video musicale su YouTube, a cui partecipano molte guest star del mondo dello spettacolo (tra cui Nicki Minaj, Diplo, Beyoncé, Miley Cyrus, Katy Perry, Rita Ora, Kanye West e altri). Il quarto singolo è Hold Tight, pubblicato per le sole radio italiane dal 24 luglio 2015.

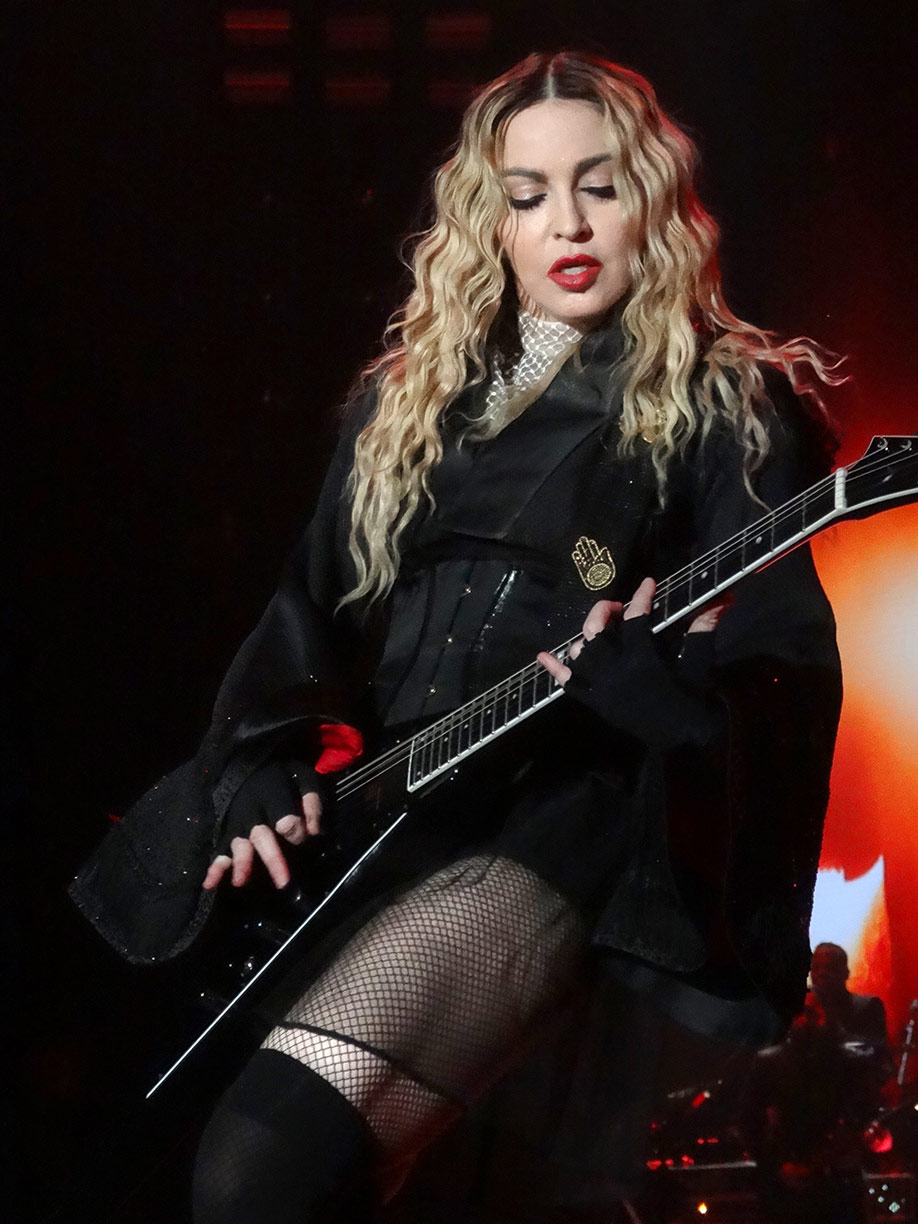
Madonna durante una tappa del Rebel Heart Tour ad Anversa

Il 9 settembre 2015 inizia il colossale Rebel Heart Tour dal Bell Centre di Montréal, che tocca il 19, il 21 e il 22 novembre anche l'Italia al Palalpitour di Torino. Il tour si rivela l'ennesimo successo globale della cantante: in meno di cinque minuti, in oltre 60 città del mondo i biglietti per i concerti vengono infatti dichiarati esauriti, e ciò comporta un'aggiunta di spettacoli supplementari in città quali Torino, Parigi, Amsterdam, Città del Messico, Hong Kong, Macao, Tokyo e New York. Diventa il tour più costoso del 2015 e anche quello di maggior successo dell'anno, nonché il secondo di maggior successo della cantante. Gli spettacoli e le coreografie messe in scena dalla tournée vengono accolte dal plauso dei media e dal pubblico. La performance di Madonna nella tappa di New York tenutasi al Madison Square Garden il 12 settembre 2015 viene elogiata e osannata dalla critica musicale di tutto il mondo, riscuotendo un grande impatto e spingendo i media a definirla come una delle esibizioni più spettacolari di tutta la sua carriera.
Nell'ottobre 2016, Billboard ha nominato Madonna la "Donna dell'anno" (Woman of the Year, Billboard Women in Music 2016). Il suo discorso "schietto e brutalmente onesto" sull'età e il sessismo alla cerimonia ha ricevuto una copertura diffusa nei media.
(Parte del discorso di Madonna dopo aver ricevuto il premio "Donna dell'anno")
Il mese successivo Madonna, che ha attivamente supportato Hillary Clinton durante le elezioni presidenziali statunitensi del 2016, ha tenuto un concerto acustico improvvisato a Washington Square Park a sostegno della campagna della Clinton. Sconvolta dal fatto che Donald Trump vinse le elezioni, Madonna parlò contro di lui alla marcia delle donne a Washington, un giorno dopo la sua inaugurazione. Ha suscitato polemiche quando ha detto che "pensava molto a far saltare in aria la Casa Bianca". Il giorno seguente, Madonna affermò di non essere "una persona violenta" e che le sue parole erano state "portate selvaggiamente fuori dal contesto".
Nel febbraio 2017, Madonna ha adottato due sorelle gemelle di quattro anni originarie del Malawi di nome Estere e Stella, e si è trasferita a Lisbona, in Portogallo, nell'estate 2017 con i suoi figli adottivi. A luglio ha aperto il Mercy James Institute for Pediatric Surgery and Intensive Care in Malawi, un ospedale pediatrico costruito dalla sua organizzazione benefica Raising Malawi. L'album dal vivo che racconta il Rebel Heart Tour è stato pubblicato a settembre 2017 e ha vinto il Best Music Video per gli artisti occidentali al 32º Japan Gold Disc Award. Quel mese Madonna lanciò anche la linea di cosmetici e prodotti per la pelle MDNA Skin in negozi selezionati negli Stati Uniti, dopo essersi "stancata di sentire le persone lamentarsi qui che non potevano averlo in America". Alcuni mesi prima, la casa d'aste Gotta Have Rock and Roll aveva messo in vendita oggetti personali di Madonna come lettere d'amore di Tupac Shakur, cassette, biancheria intima e una spazzola per capelli. Darlene Lutz, un commerciante d'arte che aveva avviato l'asta, è stato citato in giudizio dai rappresentanti di Madonna per fermare il procedimento. Madonna ha chiarito che il suo status di celebrità "non pregiudica il mio diritto a mantenere la mia privacy, anche per quanto riguarda gli oggetti altamente personali". Madonna perse il caso e il giudice che presiedette decise a favore di Lutz, che fu in grado di dimostrare che nel 2004 Madonna aveva stretto un accordo legale con lei per la vendita degli oggetti.

### 2018-2022:Madame X
Nel mese di gennaio 2018, Madonna ha rivelato di aver iniziato a lavorare al suo 14º album in studio. In seguito ha chiarito che l'album sarebbe stato infuso con musica portoghese, con la sua uscita prevista per il 2019. Quattro mesi dopo, è apparsa al Met Gala e ha eseguito una nuova canzone chiamata Beautiful Game (in seguito rinominata Dark Ballet), insieme a Like a Prayer e una cover di Allelujah di Leonard Cohen. Agli MTV Video Music Awards Madonna ha reso omaggio alla cantante Aretha Franklin, che era morta la settimana precedente. In ottobre ha contribuito come cantante ospite alla traccia Champagne Rosé sull'album di debutto del rapper statunitense Quavo, Quavo Huncho. Altri suoi progetti includono la regia del film MGM, Taking Flight, basato sul memoriale della ballerina Michaela DePrince, e l'adattamento cinematografico del romanzo di Andrew Sean Greer The Impossible Lives of Greta Wells. Dopo una pausa di circa quattro anni dal precedente album in studio Rebel Heart, il 14 aprile 2019 Madonna annuncia attraverso i social network che il suo prossimo disco si intitolerà Madame X.

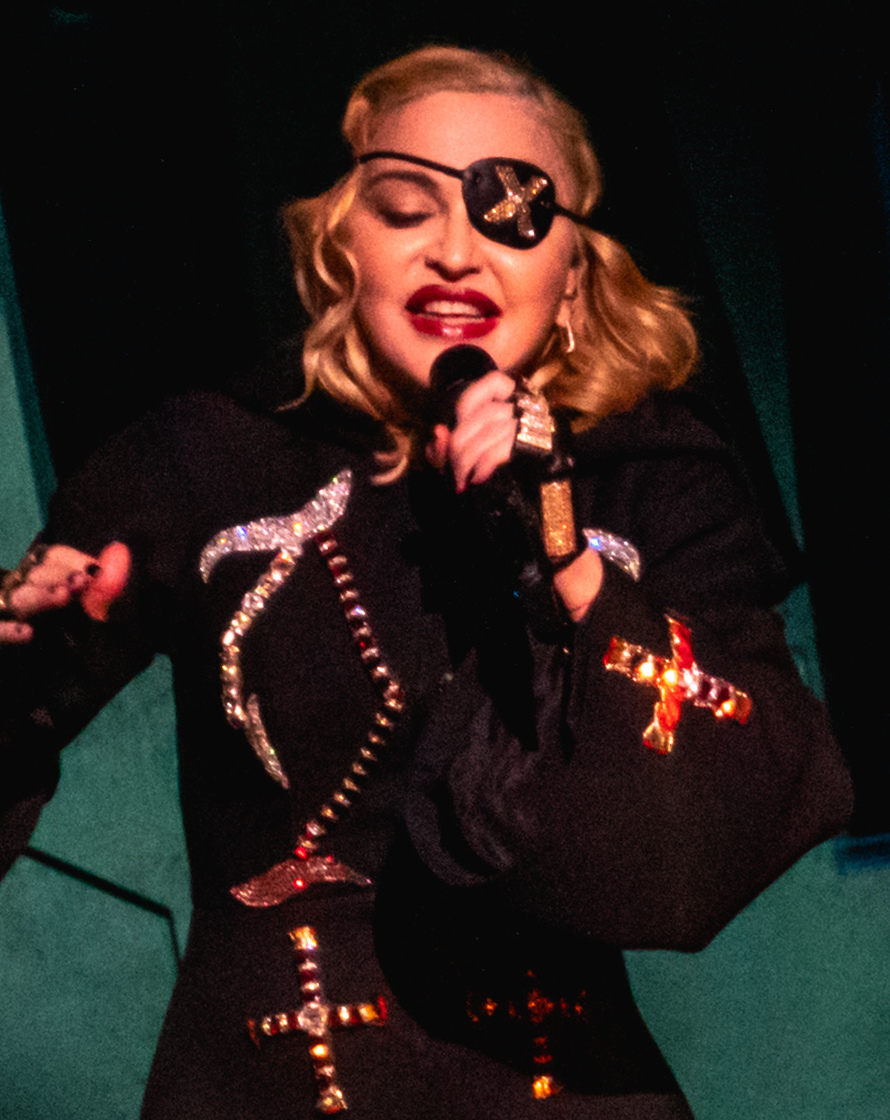
Madame il 16 febbraio 2020 durante il Madame X Tour.

Il 15 aprile, sempre dal suo profilo Instagram, è stata annunciata l'uscita, per il 17 aprile 2019 del nuovo singolo dal titolo Medellín, in collaborazione con Maluma.
Il 1º maggio ai Billboard Music Awards 2019, Madonna si è esibita con Maluma in Medellín per la prima volta, danzando insieme agli ologrammi di se stessa nei panni di Madame X in una coreografia costata 5 milioni di dollari. 
Il 3 maggio viene pubblicato il secondo singolo promozionale, I Rise, un inno alla diversità.
Il terzo singolo estratto è Crave, uscito il 10 maggio 2019, con la partecipazione di Swae Lee. Nello stesso periodo viene confermata la partecipazione da un milione e mezzo di dollari di Madonna alla serata finale dell'Eurovision Song Contest il 18 maggio.
Il 17 maggio esce il singolo Future, in collaborazione con Quavo, mentre il 7 giugno esce il quinto singolo, Dark Ballet.
L'album Madame X è uscito il 14 giugno su etichetta discografica Interscope Records, riscontrando pareri contrastanti, ma generalmente positivi.
il 5 maggio 2019 le viene conferito il prestigioso Advocate For Change ai GLAAD Awards per il suo supporto alla comunità LGBT, diventando la seconda persona a riceverlo.
Il 6 maggio 2019 è stato annunciato il Madame X Tour, undicesimo tour della cantante, in partenza da settembre 2019.
Il 27 giugno viene presentato il video del sesto singolo God Control, canzone in cui Madonna condanna l’uso delle armi negli Stati Uniti.. Il 30 giugno Madonna si esibisce al World Pride di New York con quattro canzoni: Vogue, American Life, God Control e I Rise.
Nel mese di settembre il tour ha inizio, ma numerose date vengono cancellate a causa di problemi tecnici e infortuni di Madonna, costretta ad annullare alcune serate sotto l'imposizione dei medici. Nel mese di maggio 2020 la cantante rende pubblica la sua positività agli anticorpi da Covid-19, affermando di essere stata contagiata dal virus durante le tappe francesi del suo tour, insieme alla sua troupe, affermando però di essersi completamente ripresa. Il 22 maggio 2020 pubblica un nuovo singolo estratto sempre dall'album Madame X, I Don't Search I Find. L'8 agosto 2020, al termine della promozione dell'album, Madonna interrompe i rapporti con la Interscope Records per tornare nuovamente sotto Warner Music Group. Contestualmente, l'artista collabora con Dua Lipa nel remix del brano Levitating, a cui prende parte anche Missy Elliott.
Nel corso del 2020 Madonna annuncia di stare preparando il suo film autobiografico, il terzo diretto da lei stessa e co-sceneggiato da Diablo Cody, prodotto dalla Universal Pictures. Nel mese di giugno 2021 Madonna si è esibita al World Pride di New York cantando Vogue, Hung up e una versione remix di I don't search, I find.
L'8 ottobre 2021 viene pubblicato in streaming su Paramount+ e su MTV il docufilm Madame X, che testimonia la tournée teatrale del suo Madame X Tour. Il film è stato diretto da Ricardo Gomes e SKNX (Sasha Kasiuha and Nuno Xico). In concomitanza all'uscita del documentario è stato pubblicato dalla Warner su tutte le piattaforme digitali il relativo album live, il sesto per la cantante, dal titolo Madame X: Music from the Theater Xperience.
Alla fine del 2021 annuncia di essere tornata in studio di registrazione.
Nel marzo 2022 il singolo Frozen viene remixato in chiave trap da Sickick e Fireboy DML, e spopola grazie a TikTok.
Il 9 aprile del 2022 ha aderito alla campagna social StandUpForUkraine, l'iniziativa benefica lanciata da Global Citizen, e ha pubblicato sulla sua pagina Instagram la cover di Your Song di Elton John cantata con il figlio David Banda.

### 2022-presente:Finally Enough LoveeThe Celebration Tour
Nell'estate 2022 Madonna collabora con Beyoncé per il remix del singolo di lei Break My Soul. Il 19 agosto 2022 viene pubblicato l'album di remix Finally Enough Love: 50 Number Ones, già pubblicato in streaming il 24 giugno. L'album ha raggiunto la vetta delle classifiche degli album in Australia, Belgio, Portogallo, Svizzera romanda (Romandia), Paesi Bassi e Croazia, ed è entrato nella top five in paesi quali Francia, Germania, Ungheria, Italia, Irlanda, Spagna, Svizzera e Regno Unito. L'album ha debuttato al numero otto della Billboard 200 degli Stati Uniti, rendendo Madonna la prima artista donna negli Stati Uniti ad avere un album nella top ten negli ultimi cinque decenni consecutivi (anni 1980-2020). Madonna è diventata anche la prima donna ad avere un album numero uno in Australia in cinque diverse decadi.
A gennaio 2023 vengono annunciate le date del Celebration Tour, finalizzato a celebrare i quarant'anni di carriera della cantante. Il tour toccherà anche l'Italia, con due date al Mediolanum Forum di Assago a novembre 2023.
Nell'estate del 2023 appare nel singolo Popular, inciso in coppia con The Weeknd e Playboi Carti, che le fa conquistare un nuovo primato: Madonna si unisce a Cher come la cantante femminile che ha piazzato almeno un singolo nella Billboard Hot 100 in cinque decadi differenti (a partire dagli ottanta fino agli anni venti), entrandovi al quarantatreesimo posto.. Il brano ha anche raggiunto la vetta nella classifica R&B Digital Song Sales di Billboard Una settimana dopo pubblica in coppia con Sam Smith il singolo Vulgar, che ha raggiunto la vetta della classifica Dance/Electronic Digital Song Salesdi Billboard.

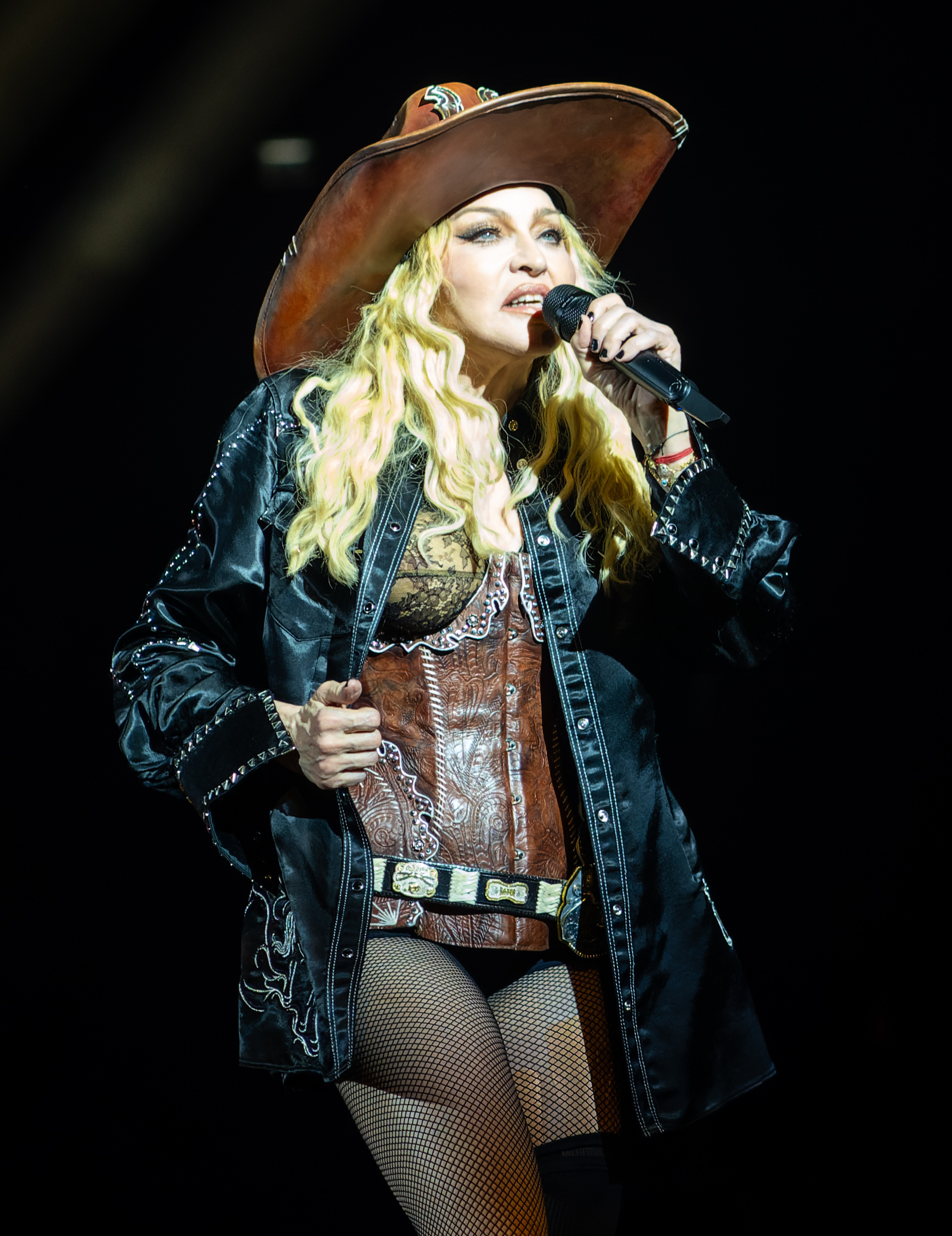
Madonna si esibisce durante una tappa del Celebration Tour a Londra il 17 ottobre 2023.

A seguito di un malore e alla conseguente perdita dei sensi, Madonna ha accusato una grave infezione batterica che l'ha costretta al ricovero immediato e quindi al successivo ricorso alla terapia intensiva, fino alla comunicazione dello scampato pericolo svelato soltanto il 7 luglio. Ciò ha portato a uno slittamento dell'inizio del Celebration Tour che dura sette mesi, con 81 concerti tra Europa e America per festeggiare 40 anni di carriera. Madonna conclude con la tappa di Rio de Janeiro, nel maggio del 2024, sulla spiaggia di Copacabana davanti a una folla di circa un milione e mezzo di persone.

## Vita privata
Nel 1978, ventenne, Madonna venne aggredita e stuprata da alcuni sconosciuti vicino alla sua scuola di danza che frequentava a New York. Madonna ha rivelato questo fatto per la prima volta molti anni dopo a un giornale inglese, affermando: «Sono stata stuprata. Fu un'esperienza devastante, ma che mi ha fatto diventare più forte. È accaduto molto tempo fa e con il passare degli anni sono venuta a patti con quella storia e sono riuscita a superare lo shock.» Madonna ha frequentato il musicista Dan Gilroy mentre era nella band del Breakfast Club. Ha riacceso la sua relazione con il musicista Stephen Bray mentre era nella band Emmy and the Emmys.
All'inizio degli anni '80, Madonna ha avuto una storia d'amore con il pittore Jean-Michel Basquiat. Dopo che si sono lasciati, Basquiat si è ripreso i dipinti che le aveva regalato e li ha dipinti di nero. Madonna ha anche frequentato John Benitez, che ha remixato alcuni dei suoi primi singoli. Nel 1989 Madonna ebbe un flirt con il collega Prince, in occasione della collaborazione nell'album Like a Prayer per il brano Love Song.
I due avevano in progetto anche un musical a quattro mani, mai realizzato a causa dell'incrinarsi del loro rapporto, ricucito solo nel 2011. Prince ha infatti dichiarato il 21 maggio 2013 in un'intervista a Billboard che Madonna è stata una delle cause dei suoi problemi con la Warner: "Lei veniva strapagata godendosi la promozione ma noi facevamo il lavoro sporco, vendevamo più dischi e più concerti all'estero ma, chissà perché, lei era quella maggiormente sotto i riflettori".
Nel 1985, durante le riprese del video di Material Girl, Madonna conosce l'attore e regista Sean Penn, con il quale si sposa il giorno del suo 27º compleanno, il 16 agosto 1985 a Malibù.
Il 28 dicembre 1988 Madonna denuncia allo sceriffo di Malibù il marito, con l'accusa di violenza domestica; l'accusa è stata poi ritirata. Nel gennaio del 1989, i due firmano le carte per il divorzio. Subito dopo il divorzio da Penn, Madonna inizia una relazione con l'attore Warren Beatty, conosciuto nel 1989 sul set del film Dick Tracy. Negli anni novanta frequenta brevemente anche il campione di basket Dennis Rodman, i rapper Tupac Shakur e Vanilla Ice e il modello Tony Ward.

Nel settembre 1994, al Central Park di New York, Madonna incontra quello che diventerà il suo personal trainer, Carlos Leon, con cui inizia ben presto una relazione. Il 14 ottobre 1996 la cantante dà alla luce a Los Angeles la sua prima figlia, Lourdes Maria, ma questo non la tiene legata al compagno, da cui si separa quasi subito.

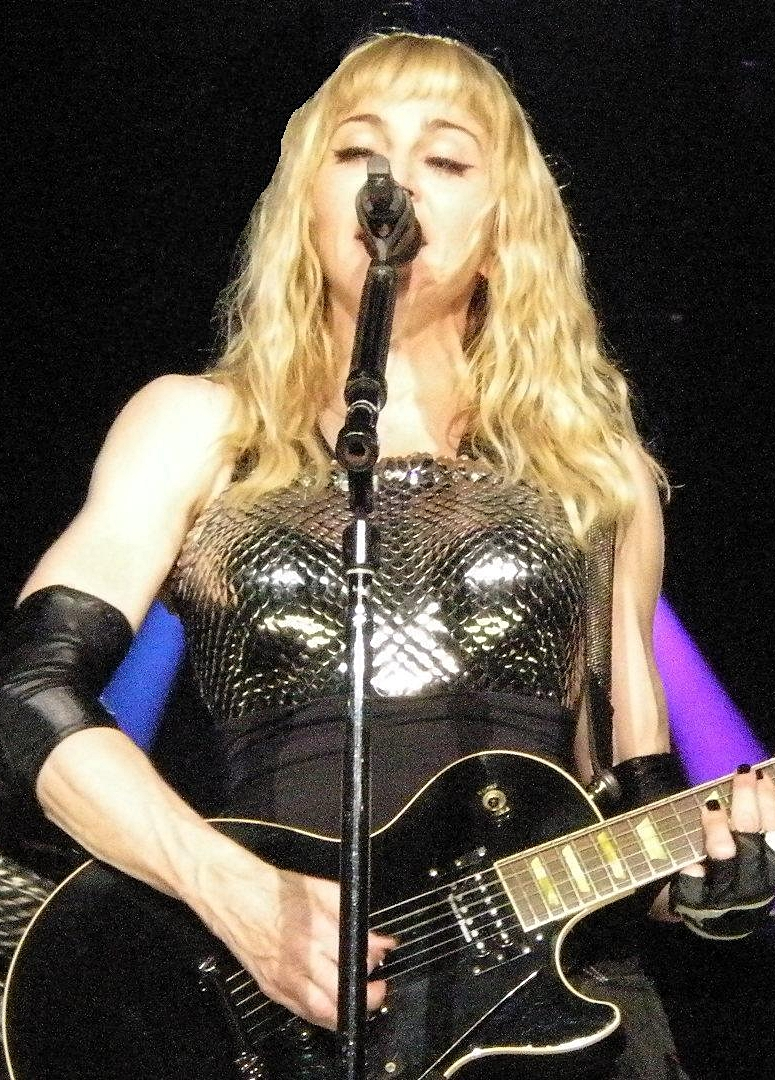
Madonna canta Hung Up allo Sticky & Sweet Tour

A inizio 1999 Madonna si lega sentimentalmente al regista Guy Ritchie, tramite l'amico comune Sting. I due hanno un figlio, Rocco John, che nasce l'11 agosto 2000. Il 22 dicembre dello stesso anno Madonna sposa Ritchie nello Skibo Castle in Scozia.
In seguito al matrimonio, la cantante trasloca dagli Stati Uniti per risiedere a Londra.
Nell'ottobre del 2006, dopo una visita in Africa per sostenere un progetto umanitario finalizzato alla costruzione di un orfanotrofio e per portare avanti una campagna di prevenzione dell'AIDS, assieme al marito ha adottato un bambino orfano di madre, David Banda, originario del Malawi, nato il 24 settembre 2005. L'adozione del bambino ha generato polemiche sulla stampa per presunte violazioni delle leggi locali in tema di adozione. Madonna ne parlò, nello stesso ottobre, nel talk show di Oprah Winfrey, affermando che non esistevano leggi scritte in Malawi che regolavano le adozioni estere e sottolineando il fatto che il bimbo, quando lei l'ha incontrato, soffriva di una grave forma di polmonite e che era già sopravvissuto alla malaria e alla tubercolosi. Nell'ottobre del 2008 viene annunciato il divorzio tra la cantante e Guy Ritchie.
Nel 2007 la supermodella e attrice Jenny Shimizu ha dichiarato di essere stata amante della cantante. Nel 2009 Madonna ottiene il via libera per una seconda adozione in Malawi e diventa madre di Mercy James. Tra il 2010 e il 2013 è stata legata al ballerino francese Brahim Zaibat, che ha preso parte anche al suo MDNA World Tour.
Nel 2016 Madonna adotta le gemelle Stella e Estere Mwale. Madonna si è trasferita a Lisbona, in Portogallo, nel 2017, alla ricerca di una grande accademia calcistica per ragazzi per suo figlio David, che voleva diventare un calciatore professionista.
Nel giugno 2023 la cantante, a causa di un'infezione, ha rischiato la vita ed è rimasta in coma per alcuni giorni. Ha in seguito raccontato di aver vissuto, in tale circostanza, un'esperienza pre-morte.

### Posizioni politiche
Madonna sostiene il Partito Democratico statunitense. Nel 2016 inizia ad occuparsi attivamente di politica, distinguendosi per violenti attacchi al presidente eletto, il repubblicano Donald Trump. In seguito, durante la "marcia delle donne" del 21 gennaio 2017, arriva a dichiarare di aver spesso pensato di mettere una bomba alla Casa Bianca.

### Interesse per l'arte
Affascinata dalla biografia della pittrice polacca Tamara de Lempicka, è divenuta una delle principali collezioniste delle opere di tale artista, prestandone alcune a musei e per l'organizzazione di eventi. Ciò ha contribuito nei recenti anni alla riscoperta (almeno mediatica) e alla rivalutazione della Lempicka. Madonna possiede anche opere di Fernand Léger e Pablo Picasso. Nell'intervista rilasciata a Fabio Fazio nel 2015, ha rivelato la propria ammirazione per il genio e le opere di Frida Kahlo.

## Stile musicale
(Rick Nowels, sullo scrivere con Madonna.)
Madonna si è imposta con uno stile irriverente e sensuale spesso sfociato nella dance. L'artista si è inoltre ispirata a stili quali la musica nera, il rock e l'elettronica.

La musica di Madonna è stata oggetto di molte analisi e controlli. Robert M. Grant, autore di Contemporary Strategy Analysis (2005), ha commentato che ciò che ha portato il successo di Madonna non è "certamente un talento naturale eccezionale. Come cantante, musicista, ballerina, cantautrice o attrice, i talenti di Madonna sembrano scarsi"  Afferma che il successo di Madonna sta nel fare affidamento sui talenti degli altri e che le sue relazioni personali sono state i cardini delle numerose reinvenzioni nella longevità della sua carriera. L'autore riteneva che l'approccio di Madonna fosse ben distante dalla saggezza dell'industria musicale di "Trova una formula vincente e mantienila".

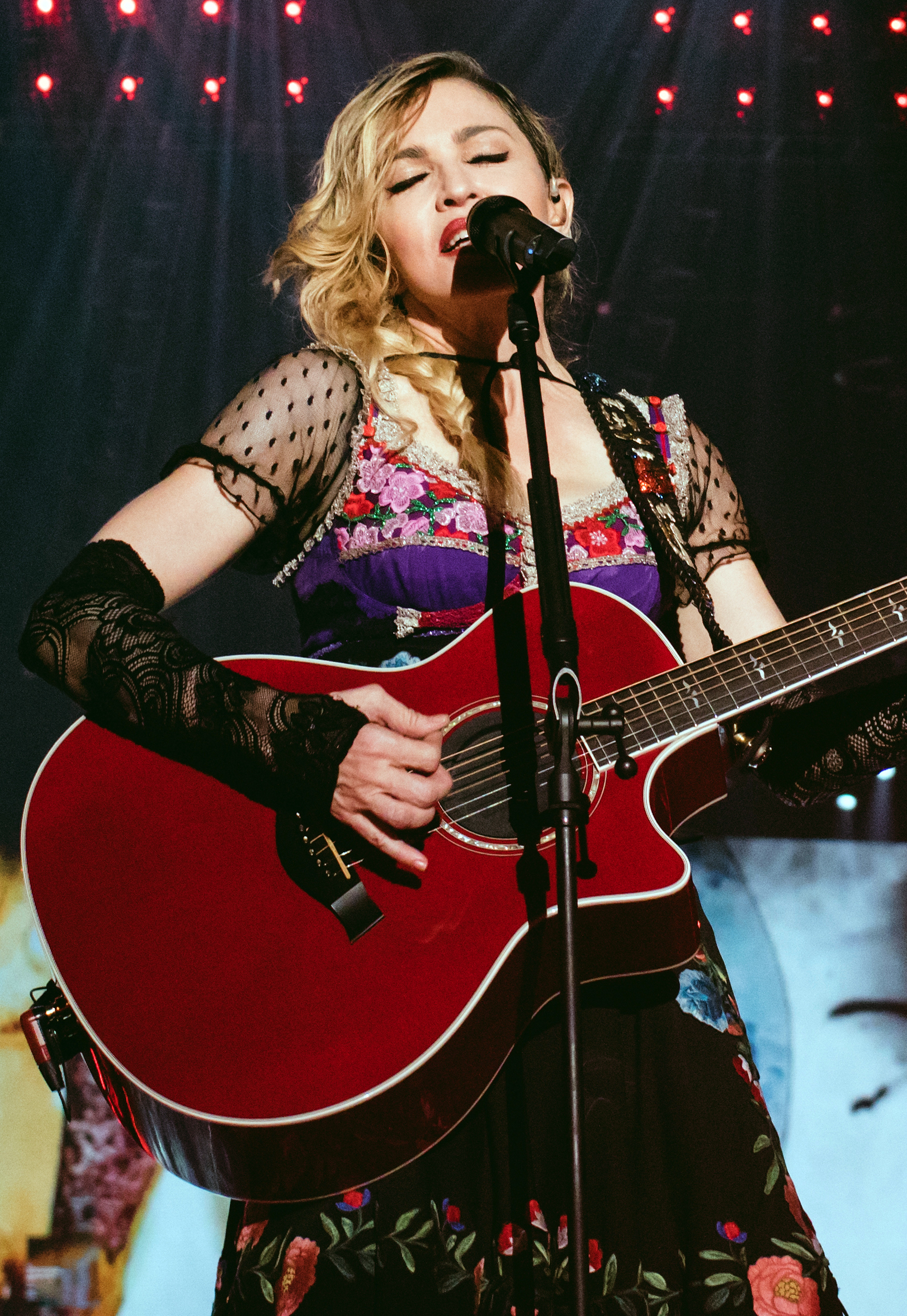
Madonna in una tappa del Rebel Heart Tour nel 2015

La sua carriera musicale è stata una continua sperimentazione di nuove idee musicali e nuove immagini e una costante ricerca di nuove altezze di fama e consensi. Grant concluse che "essendosi affermata come la regina della musica popolare, Madonna non si fermò qui, ma continuò a reinventare." Secondo Thomas Harrison nel libro Pop Goes the Decade: The Eighties, Madonna era "un'artista che ha spinto i confini oltre ciò che una cantante potrebbe fare, sia visivamente che liricamente".
Nel corso della sua carriera, Madonna è stata coinvolta nello scrivere e produrre la maggior parte della sua musica. Stuart Price, uno dei suoi precedenti collaboratori, ha affermato che "Non produci Madonna, collabori con lei. È lei stessa una produttrice davvero brava e ovviamente anche una grande scrittrice. Ha la sua visione e sa come ottenerla". La prima abilità di compositrice di Madonna fu sviluppata durante il suo periodo con il Breakfast Club nel 1979. Secondo Carol Gnojewski, i suoi primi tentativi di scrivere canzoni sono percepiti come un'importante "autorivelazione".
Madonna divenne in seguito l'unica scrittrice di cinque canzoni del suo album di debutto, tra cui Lucky Star che compose sul sintetizzatore. Come cantautrice, ha registrato un totale di 287 brani in ASCAP, inclusi 18 brani interamente scritti da lei stessa. La rivista Rolling Stone l'ha definita " una cantautrice esemplare con un dono per testi indelebili." Secondo Freya Jarman-Ivens, il talento di Madonna per lo sviluppo di ami "incredibili" per le sue canzoni consente ai testi di catturare l'attenzione del pubblico, anche senza l'influenza della musica." Nonostante abbia lavorato con produttori di molti generi, Rolling Stone scrive che le canzoni di Madonna sono state "costantemente stampate con la sua sensibilità e flesse con dettagli autobiografici". Ha dichiarato la sua preferenza per la scrittura di materiale con altri artisti "dall'inizio alla fine" di un disco, e ha descritto le sue canzoni come "pensate per essere ironiche e non prese alla lettera, e alcune sono semplicemente dirette. Apri le mie vene, questo è quello che sono". Madonna è stata nominata per essere introdotta nella Hall of Fame dei Songwriters tre volte, per la cerimonia 2014, 2016 e 2017. Nel 2015, Rolling Stone ha classificato Madonna al numero 56 nella lista "100 più grandi cantautori di tutti i tempi".
Madonna trascorse i suoi primi anni a dilettarsi con la musica rock con i Breakfast Club e gli Emmy. Mentre si esibiva con gli Emmy, Madonna registrò circa 12-14 canzoni che assomigliano al punk rock di quel periodo. Le sue prime origini rock si trovano anche nell'album demo Pre-Madonna. Stephen Thomas Erlewine ha notato che con il suo album di debutto omonimo, Madonna ha iniziato la sua carriera come diva da discoteca, in un'epoca in cui la discoteca era un anatema per il pop mainstream e, secondo Erlewine, Madonna ebbe un ruolo enorme nel diffondere la musica dance come musica mainstream.
Le canzoni dell'album rivelano diverse tendenze chiave che hanno continuato a definire il suo successo, tra cui un forte linguaggio basato sulla danza, arrangiamenti molto raffinati e il suo stile vocale. Il suo secondo album, Like a Virgin (1984), ha prefigurato diverse tendenze nelle sue opere successive. Conteneva riferimenti a opere classiche (come la linea di sintetizzatore pizzicato che apre Angel); potenziale reazione negativa da parte dei gruppi sociali (Dress You Up è stato inserito nella lista nera del Parents Music Resource Center); e stili retrò (Shoo-Bee-Doo, omaggio di Madonna a Motown).
Se Madonna (1983) e Like a Virgin (1984) fanno leva su sonorità ballabili ispirate alla disco music, il successivo Like a Prayer (1989) segue la scia del soul degli anni sessanta e cita artisti quali Sly and the Family Stone, Simon & Garfunkel e Phil Spector. Al meno ballabile e più sperimentale Erotica (1992) segue Bedtime Stories (1994). Quest'ultimo anticipa il suono classicheggiante ed elettronico di Ray of Light (1998), ispirato al trip hop, all'ambient e alla techno: segno di una collaborazione con William Orbit. Se l'album Music (2000), sempre frutto di una collaborazione con Orbit, è stato definito dalla stessa cantante un disco di "musica funky, elettronica miscelata a folk futuribile", Confessions on a Dancefloor (2005), un tributo alla disco degli anni settanta, segna un ritorno alla musica da ballo degli esordi poi ripreso nei dischi successivi.

### Influenze
La persona che maggiormente ha influenzato Madonna, più che artisticamente a livello comportamentale, è stata la madre: la cantante infatti è ossessionata dai ricordi della fragilità della madre e dal comportamento passivo che la donna aveva assunto prima di morire. È per questo che l'artista ha sempre voluto "far sentire la sua voce", non apparire mai fragile e ottenere l'approvazione altrui: «Sono diventata una che va sempre oltre il limite per ottenere l'approvazione dal mondo. Non ho avuto una madre, quindi ho bisogno di tutto il mondo intorno a me.»
Nel 1985 in un'intervista, Madonna ha confessato che la prima canzone ad averla colpita in modo particolare è stata These Boots Are Made for Walkin' di Nancy Sinatra.
Una delle influenze di Madonna e idolo è Marilyn Monroe. Durante i suoi primi anni di carriera, Madonna, infatti ha omaggiato la diva con il suo brano Material Girl, un chiaro richiamo a Diamonds Are a Girl's Best Friend. Durante un'intervista, ha rivelato la sua passione per Marilyn Monroe: «Amavo Carole Lombard, Judy Holliday e Marilyn Monroe. Sono state incredibilmente divertenti… e vedevo in loro me stessa… la mia fanciullezza, la mia intelligenza e la mia innocenza.» Altra influenza, a livello di immagine, è stata Marlene Dietrich che nei suoi anni d'oro ha sconvolto la figura femminile. Più volte Madonna ha citato Debbie Harry come modello di riferimento, nella prima fase della sua carriera, sia in interviste pubblicate da giornali (Mojo) sia in video postati su YouTube, tra cui quello dell'assegnazione del Billboard Women of the Year in Music 2016, e ringraziandola anche su Twitter per le sue affermazioni femministe.

### Video ed esibizioni
(Norman Mailer di Esquire.)
Chris Nelson, giornalista del New York Times, ha scritto: «Artiste come Madonna e Janet Jackson hanno definito un nuovo modo di intendere la musica per una donna, con concerti che includono non solo costumi elaborati e fuochi d'artificio, ma anche importanti numeri di danza, soprattutto moderna.» Questi effetti speciali diventano veri e propri protagonisti dell'evento, allo stesso modo, o addirittura più, delle canzoni. Secondo loro, molte delle sue canzoni hanno le immagini del video musicale in un contesto forte, mentre si riferiscono alla musica. Il critico culturale Mark C. Taylor nel suo libro Nots (1993) ha ritenuto che la forma d'arte postmoderna per eccellenza sia il video e la "regina del video" regnante sia Madonna. Ha inoltre affermato che "la creazione più straordinaria di MTV è Madonna. Le risposte ai video eccessivamente provocatori di Madonna sono state prevedibilmente contraddittorie." I media e la reazione pubblica nei confronti delle sue canzoni più discusse come Papa Don't Preach, Like a Prayer o Justify My Love hanno a che fare con i video musicali creati per promuovere le canzoni e il loro impatto, piuttosto che le canzoni stesse. Morton pensava che "artisticamente, la scrittura di Madonna è spesso messa in ombra dai suoi sorprendenti video pop".
Inizialmente, i video musicali di Madonna riflettevano il suo stile di strada misto americano e ispanico combinato con un glamour sgargiante. È stata in grado di trasmettere il suo senso della moda nel centro di New York alla moda per il pubblico americano. Le immagini e l'integrazione della cultura ispanica e del simbolismo cattolico sono continuate con i video musicali dell'era True Blue. L'autore Douglas Kellner ha osservato che "tale multiculturalismo e le sue mosse culturalmente trasgressive si sono rivelate di grande successo e la hanno attratta a un vasto e variegato pubblico di giovani." Lo sguardo spagnolo di Madonna nei video è diventato la tendenza della moda di quel tempo, sotto forma di boleri e gonne a strati, accessoriati con rosari e un crocifisso come nel video di La Isla Bonita.

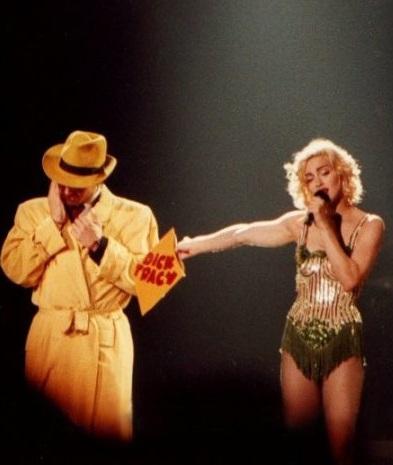
Madonna nel 1990 durante una tappa del Blond Ambition Tour

Gli accademici hanno notato che con i suoi video, Madonna stava sottilmente cambiando il ruolo del maschio come sesso dominante. Questo simbolismo e queste immagini erano probabilmente i più diffusi nel video musicale di Like a Prayer. Il video includeva scene di un coro di chiese afroamericane, con Madonna che era attratta da una statua di un santo nero e cantava davanti a croci in fiamme. Questo mix di sacro e profano sconvolse il Vaticano e provocò il ritiro commerciale della Pepsi, che aveva scritto un contratto con la cantante, in cui la canzone sarebbe stata usata per le pubblicità. Nel 2003, MTV l'ha nominata "La più grande star di video musicali di sempre" e ha affermato che "l'innovazione, la creatività e il contributo di Madonna ai video musicali sono ciò che le fa guadagnare il premio".
La nascita di Madonna avvenne durante l'avvento di MTV; Chris Nelson del New York Times ha parlato di artisti pop come Madonna che dicevano: "MTV, con i suoi video quasi esclusivamente sincronizzati con le labbra, ha inaugurato un'era in cui i fan della musica potrebbero trascorrere felicemente ore del giorno, ogni giorno, guardando i cantanti a bocca aperta." La relazione simbiotica tra il video musicale e la sincronizzazione labiale ha portato al desiderio di trasferire lo spettacolo e le immagini del video musicale in spettacoli dal vivo. Ha aggiunto: "Artisti come Madonna e Janet Jackson stabiliscono nuovi standard per lo spettacolo, con concerti che includevano non solo costumi elaborati e articoli pirotecnici di precisione, ma anche danze altamente atletiche. Questi effetti andavano a scapito del canto dal vivo." Thor Christensen di The Dallas Morning News ha commentato che mentre Madonna si è guadagnata la reputazione di sincronizzazione labiale durante il suo Blond Ambition World Tour del 1990, ha successivamente riorganizzato le sue esibizioni "restando per lo più ferme durante le sue parti più difficili del canto e [lascia] la danza routine alla sua crew."
Per consentire un maggiore movimento mentre balla e canta, Madonna è stata una delle prime ad adottare microfoni auricolari a radiofrequenza a mani libere, con l'auricolare fissato sopra le orecchie o la parte superiore della testa e la capsula del microfono su un braccio che si estende fino alla bocca. A causa del suo uso di spicco, il design del microfono divenne noto come "Madonna mic". Metz ha osservato che Madonna rappresenta un paradosso in quanto viene spesso percepita come una sua intera esistenza. Mentre le sue esibizioni sul grande schermo sono programmate, le sue esibizioni dal vivo sono successi critici. Madonna è stata la prima artista ad avere i suoi concerti come rievocazione dei suoi video musicali. L'autrice Elin Diamond ha spiegato che, reciprocamente, il fatto che le immagini dei video di Madonna possano essere ricreate in un ambiente dal vivo migliora il realismo dei video originali. Credeva che "le sue esibizioni dal vivo sono diventate il mezzo con cui le rappresentazioni mediate sono state naturalizzate".
Taraborrelli ha affermato che, includendo contenuti multimediali, tecnologia e sistemi audio all'avanguardia, i concerti e le esibizioni live di Madonna sono "stravaganti pezzi di spettacolo, [e] spettacoli d'arte viventi". Madonna filma sempre i suoi concerti, dicendo: "È come documentare e archiviare le tue opere d'arte. È una registrazione di qualcosa che ho creato con molte persone fantastiche e di talento… Sono fasi della mia carriera e raccontano una storia. Sono una parte importante della mia eredità, quindi li sto documentando ", ha spiegato. Madonna ha espresso il suo desiderio di creare un concerto solo acustico ridotto al minimo "che continua a coinvolgere musica e danza [ma anche] poesia e umorismo". Voleva anche coinvolgere elementi idrici nelle sue produzioni, ma era stata scoraggiata a causa di problemi logistici.

## Filantropia
In seguito al terremoto che ha colpito L'Aquila e parte dell'Abruzzo (regione di provenienza dei suoi nonni paterni, che sono di Pacentro, proprio nella provincia del capoluogo) il 6 aprile 2009, Madonna ha deciso di contribuire personalmente alla ricostruzione con una donazione di circa 500.000 dollari.
Raising Malawi
(Madonna parla di Raising Malawi.)
Nel 2006 ha fondato, insieme al codirettore della Kaballah Centre International Michael Berg, un'organizzazione no profit per il sostentamento alimentare, educativo, medico e psicologico degli oltre 1.400.000 orfani del Malawi, chiamata Raising Malawi. Per promuovere la causa ha finanziato un documentario sulla situazione dei bambini malawiani, intitolato I Am Because We Are. Ha inoltre costituito una partnership con Jeffrey Sachs, economista e fondatore della Earth Institute, per migliorare l'agricoltura, l'economia e la salute di un villaggio vicino alla zona che ospita il centro d'assistenza della Raising Malawi. Nel 2012 l'associazione, dopo uno stallo dei progetti durato due anni per via di problemi amministrativi, ha portato a termine un progetto di 15 milioni di dollari per la costruzione di scuole in Malawi; sono state costruite in totale dieci scuole che serviranno a istruire 4.871 bambini.

## Imprese e marchi creati da Madonna

### Hard Candy Fitness
Hard Candy Fitness era una serie di centri fitness che in partnership tra Madonna, il suo manager Guy Oseary e Mark Mastrov, fondatore e CEO di 24 Hour Fitness. Fondata nel 2010, l'impresa aveva sedi a Berlino (8 club), Città del Messico, Mosca, Roma, Santiago, San Pietroburgo e Sydney. Nel 2012, Madonna ha pubblicato una serie di DVD, Addicted to Sweat, in associazione con il suo personal trainer, Nicole Winhoffer. Il motto dell'azienda era "Harder Is Better" e il nome dell'azienda era un riferimento all'album in studio di Madonna del 2008 Hard Candy.
Un incontro iniziale tra Mark Mastrov (l'innovatore di 24 Hour Fitness e NEV) e Oseary si è tenuto all'inizio del 2008. Con il partner di Mastrov Jim Rowley del NEV, Craig Pepin-Donat, Vice Presidente Marketing e Sviluppo, insieme a Madonna e Oseary, hanno creato l'impresa commerciale. Il primo club è stato aperto a Città del Messico nel novembre 2010 con Madonna in visita in palestra il 29 per il lancio. Da allora la società ha aperto club in Russia, Australia e Cile. Nel gennaio 2013, è stato annunciato che un sesto fitness club sarebbe stato aperto a Roma, in Italia, a maggio. Nel giugno 2013, è stato annunciato che un settimo fitness club sarebbe stato aperto a Berlino, in Germania, a settembre.

### M by Madonna
Nel marzo 2007, Madonna ha collaborato con il rivenditore di moda H&M per produrre la linea di moda M by Madonna. In precedenza aveva modellato per la loro campagna del 2006 che coinvolgeva se stessa e l'equipaggio del Confessions Tour del 2006 e aveva disegnato una tuta da ginnastica indossata nelle pubblicità. La collezione consisteva in trench in pelle, abiti a trapezio con paillettes, pantaloni al polpaccio color crema e giacche abbinate. H&M ha affermato che la collezione riflette lo "stile intramontabile, unico e sempre glamour" di Madonna. Madonna ha anche diretto lo spot televisivo per pubblicizzare la collezione. La collaborazione ha coinvolto la responsabile del design di H&M, Margareta Van Den Bosch e Madonna hanno commentato "Non ho nascosto il mio amore per la moda e le tendenze. Lavorare con Margareta e H&M è stata una sfida creativa entusiasmante e nuova per me. Sono davvero felice con i risultati e non vedo l'ora di indossare 'M by Madonna' insieme al resto del mondo."

### MDG
Nel marzo 2010, Madonna ha collaborato con gli stilisti Dolce & Gabbana per produrre una gamma di occhiali da sole chiamati MDG (le loro iniziali). Ha segnato la prima collaborazione co-branded che il duo di design abbia mai intrapreso. Hanno commentato la collaborazione: "Siamo così entusiasti. Progettare una linea di occhiali con Madonna è stata una nuova esperienza per noi. Ciò ha ulteriormente rafforzato il nostro rapporto con Madonna, ed è stata un'esperienza molto costruttiva per noi. È molto esigente e un professionista che cerca la perfezione in tutto ciò che fa, e questo non ha fatto eccezione. I disegni oversize e avvolgenti sono sexy e molto femminili, come i nostri vestiti. Il contributo creativo di Madonna e il punto di vista unico sono stati fondamentali, anche nella progettazione del logo MDG."

### Material Girl
Nell'agosto 2010, Madonna e sua figlia, Lourdes Ciccone Leon, hanno lanciato il marchio di moda per adolescenti Material Girl, dal nome dell'omonimo singolo del 1985. La linea di abbigliamento ispirata agli anni ottanta, presa in prestito dallo stile punk-girl di Madonna, è stata commercializzata sotto l'etichetta Macy's. Taylor Momsen è stato scelto per essere il volto del marchio che comprende abbigliamento, calzature, borse, gioielli e accessori. Nel 2011, è stata sostituita da Kelly Osbourne. Altri volti del marchio includono: Georgia May Jagger, Rita Ora, Zendaya e Sofia Richie. Prima della linea, il grande magazzino Macy's a New York ha creato una sezione chiamata Madonnaland nel 1985. È stato istituito in coincidenza con i suoi concerti di Radio City Music Hall come parte del Virgin Tour. Hanno venduto abbigliamento e gioielli simili a quelli indossati dal cantante in quel momento e hanno organizzato una gara simile nel negozio. Questo look ispirerà in seguito la collezione di Material Girl.
Madonna è stata citata in giudizio per violazione del copyright del nome della collezione da parte di LA Triumph, un rivenditore di abbigliamento con sede a Los Angeles che afferma di aver venduto abbigliamento "Material Girl" dal 1997 e ha un marchio registrato. In risposta, la cantante ha tentato di lanciare la causa presentando prove che ha creato una canzone di successo che ha portato Material Girl alla fama più di 25 anni fa. Nei giornali giudiziari, Madonna ha affermato di essere la Material Girl, ed è stata la prima utilizzatrice a partire dal 1985. Il giudice californiano S. James Otero non è stato convinto e ha commentato "L'argomentazione dei difensori secondo cui Madonna ha creato il marchio" Material Girl " attraverso le sue esibizioni fallisce come una questione di legge ", scrive il giudice in un ordine che nega un giudizio sommario. "Questo tribunale e altri tribunali hanno riconosciuto che il canto di una canzone non crea un marchio". Il giudice ha anche respinto le argomentazioni secondo cui 85 milioni di dollari di vendite di prodotti correlati a "Material Girl" negli anni ottanta sono sufficienti per stabilire di essere "gli utenti senior del marchio" perché l'armamentario per concerti non equivale strettamente alle vendite di abbigliamento.

### Truth or Dare by Madonna
Nel novembre 2011, Madonna ha annunciato i piani per il lancio del suo marchio di lifestyle globale, chiamato Truth or Dare by Madonna; il suo secondo marchio di lifestyle, dopo Material Girl con sua figlia Lourdes e la seconda impresa che coinvolge MG Icon e Macy's. Comprende borse, calzature, accessori, intimi e profumi. L'obiettivo di Madonna per il marchio erano le donne nella fascia d'età di 27-50 anni. In un'intervista per Women's Wear Daily, Madonna ha rivelato l'ispirazione dietro al nome "Truth or Dare": "Negli ultimi anni, mi sono impegnata innumerevoli volte per creare il mio marchio. Il tempismo è giusto e ho trovato ottimi partner in Iconix, che può aiutare a tradurre la mia visione in realtà. Sono sempre stata ossessionata dalla fragranza e per anni ho voluto creare qualcosa di personale che fosse un'espressione di me ma a cui anche altre persone potessero relazionarsi. Qualcosa di onesto e tuttavia audace, da cui nome 'Truth or Dare."
Il primo prodotto, un profumo con lo stesso nome è stato lanciato in collaborazione con Coty, Inc ed è stato seguito da una linea di calzature prodotta con il Gruppo ALDO. Le calzature iniziali sono composte da oltre 60 modelli, tra cui appartamenti, tacchi, stivaletti e stivali sopra il ginocchio. Il prodotto sarà venduto attraverso Nordstrom, ASOS.com e Macy negli Stati Uniti, Selfridges nel Regno Unito e The Bay e Little Burgundy Stores in Canada.
La campagna pubblicitaria presentava Madonna in topless e guardava verso la telecamera con la bottiglia di profumo Truth or Dare di fronte. Il poster è stato creato riutilizzando le immagini del servizio fotografico di Madonna del 2010 con la rivista Interview, che è stato girato da Mert e Marcus. Jessica Vince della rivista Grazia si è complimentata con l'annuncio, descrivendo il look della cantante come "riciclare chic". La scrittrice ha continuato: "[Lei] guarda ogni centimetro del glamour di Hollywood, in topless tranne che per colpire il rossetto e il suo crocifisso, oltre a una massa di onde bionde. E no, non hai bevuto troppi bicchieri di vin brulé - che è davvero lei stessa a cui si sta avvicinando." Nel dicembre 2012 è stata annunciata una seconda fragranza, Truth or Dare by Madonna: Naked. La campagna pubblicitaria per la stampa presentava un'immagine di Madonna nuda con uno stendardo posteriore sul petto con su scritto "Naked - una nuova fragranza".

### MDNA Skin
MDNA Skin è una gamma di prodotti per la cura della pelle distribuiti in Giappone dal 12 febbraio 2014. Il prodotto è stato creato in collaborazione con MTG Co. Ltd, uno dei principali sviluppatori di prodotti per la cura della bellezza in Giappone. Michelle Peck, consulente per la pelle di Madonna negli ultimi dieci anni, è stata arruolata come ambasciatrice del marchio per il prodotto.

## Impatto culturale ed eredità
(Art Tavana, Spin Media)
Vari giornalisti musicali, teorici della critica e autori hanno notato l'eredità di Madonna e la considerano la più influente artista discografica femminile di tutti i tempi, mettendola in cima alla lista "100 Greatest Women in Music" di VH1 e alla lista "20 Greatest Female Artists" di The Daily Telegraph. L'autrice Carol Clerk ha scritto che "durante la sua carriera, Madonna ha trasceso il termine 'pop star' per diventare un'icona culturale globale." Rolling Stone of Spain ha scritto che "è diventata la prima virale Master of Pop della storia, anni prima del massivo uso di Internet: Madonna era ovunque; nei canali televisivi musicali onnipotenti, 'formule radiofoniche', copertine di riviste e persino nelle librerie. Una dialettica pop, mai vista dal regno dei Beatles, che le ha permesso di rimanere nella cima delle tendenze e del commercio e generando il fenomeno delle Madonna wannabe, stuolo di fan che emulavano i suoi look ed i suoi atteggiamenti." Laura Barcella e Jessica Valenti, nel libro Madonna and Me: Women Writers on the Queen of Pop (2012) hanno scritto che "davvero, Madonna ha cambiato tutto il panorama musicale, gli anni '80 sembrano du jour e, cosa più significativa, ciò che il pop femminile mainstream potrebbe (e non potrebbe) dire, fare o realizzare sotto gli occhi del pubblico." William Langley del Daily Telegraph sentiva che "Madonna ha cambiato la storia sociale del mondo, ha fatto più cose, in veste di più persone, di chiunque altro." Alan McGee di The Guardian ha ritenuto che "Madonna sia un'arte postmoderna, cose del genere di cui non vedremo mai più." Ha inoltre affermato che Madonna e Michael Jackson "hanno inventato i termini regina e re del pop."

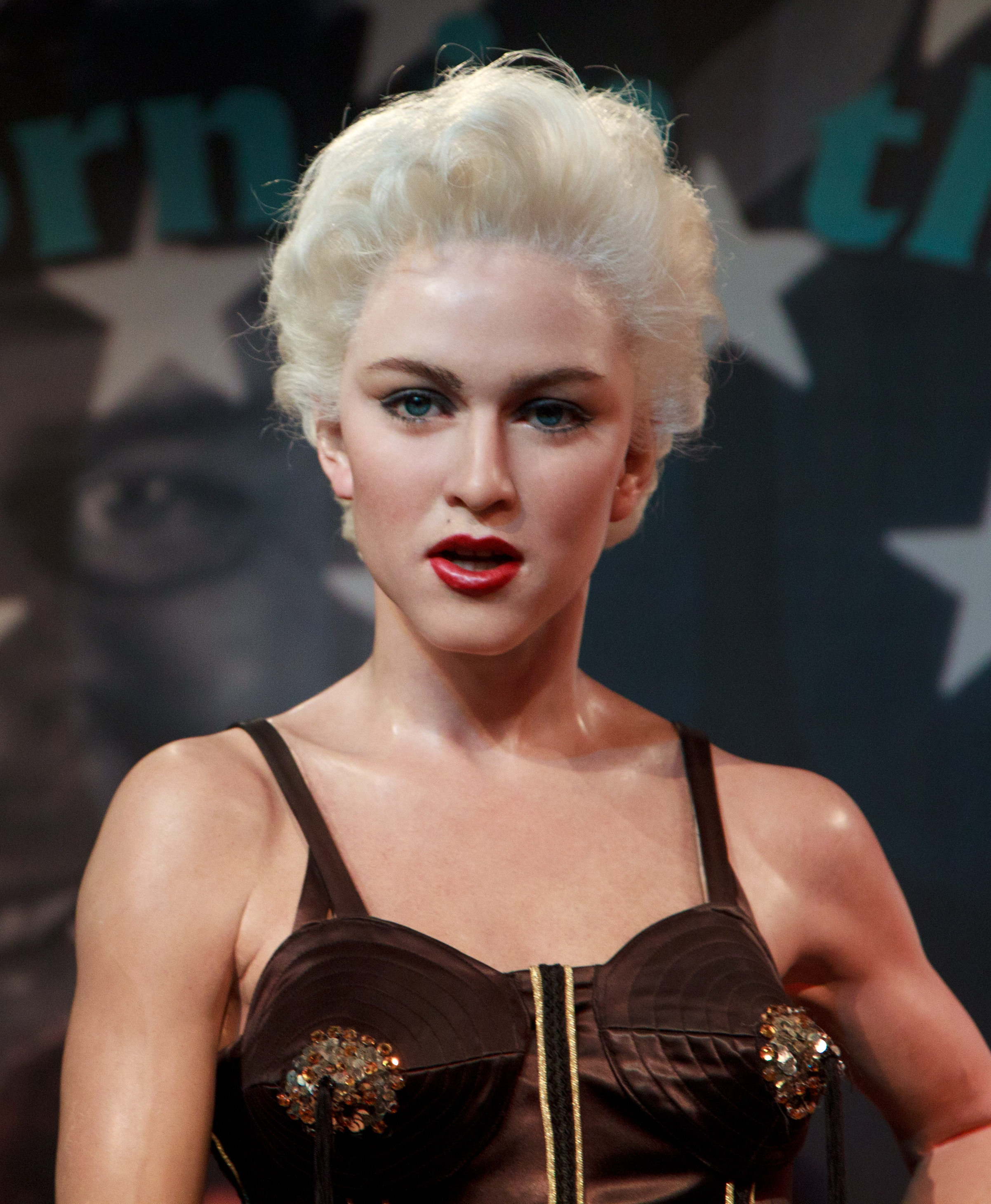
Una statua di cera di Madonna, raffigurata come nel videoclip di Open Your Heart

Secondo Tony Sclafani di MSNBC, "Vale la pena notare che prima di Madonna, la maggior parte delle megastar della musica erano ragazzi rocker; dopo di lei, quasi tutte sarebbero state cantanti donne. Quando i Beatles arrivarono in America, cambiarono il paradigma dell'attore dal solo recitare in una band. Madonna lo ha cambiato di nuovo, con un'enfasi sulla femmina."
Howard Kramer, direttore curatoriale della Rock and Roll Hall of Fame, ha affermato che "Madonna e la carriera che ha escogitato per se stessa hanno reso possibile praticamente ogni altre cantanti pop femminili a seguire… Ha sicuramente alzato gli standard di tutti loro… Ha ridefinito i parametri per le interpreti femminili." Secondo Fouz-Hernández, le cantanti come Britney Spears, Christina Aguilera, Kylie Minogue, le Spice Girls, Destiny's Child, Jennifer Lopez e Pink erano come "le sue figlie nel senso molto diretto, per il fatto che sono cresciute ascoltando e ammirando Madonna, e si sono decise che volevano essere come lei."
Madonna ha anche influenzato artisti maschili, ispirando i frontman rock Liam Gallagher degli Oasis e Chester Bennington dei Linkin Park a diventare musicisti. Altri cantanti che si sono ispirati a Madonna sono Sia, Nicki Minaj, Adele, Jessie J, Justin Bieber, Miley Cyrus, Robbie Williams, Avril Lavigne, Beyoncé, Cameron Diaz, Gwyneth Paltrow, Katy Perry, Lady Gaga Maluma, e Rihanna. L'uso delle immagini sessuali di Madonna ha giovato alla sua carriera e ha catalizzato il discorso pubblico sulla sessualità e il femminismo. Come documenta Roger Chapman in Culture Wars: An Encyclopedia of Issues, Viewpoints and Voices, volume 1 (2010), ha attirato frequentemente condanne da parte di organizzazioni religiose, conservatori sociali e gruppi di controllo parentale per il suo uso di immagini e testi espliciti e sessuali, simbolismo religioso e comportamento altrimenti "irriverente" nelle sue esibizioni dal vivo. Il Times scrisse che aveva "iniziato una rivoluzione tra le donne nella musica… I suoi atteggiamenti e opinioni su sesso, nudità, stile e sessualità costrinsero il pubblico a sedersi e prenderne atto."
Il professor John Fiske notò che il senso del potenziamento che Madonna offre è indissolubilmente connesso con il piacere di esercitare un certo controllo sui significati di sé, della sessualità e delle proprie relazioni sociali. In Doing Gender in Media, Art and Culture (2009), gli autori hanno notato che Madonna, in quanto celebrità, interprete e icona pop femminile, è in grado di turbare riflessioni e dibattiti femministi. Secondo la femminista lesbica Sheila Jeffreys, Madonna rappresenta l'occupazione femminile di quella che Monique Wittig definisce la categoria del sesso, come potente, e sembra abbracciare allegramente le prestazioni della corvée sessuale assegnata alle donne. Il professor Sut Jhally ha indicato Madonna come "un'icona femminista quasi sacra." Madonna ha ricevuto il plauso anche come modello di riferimento per le donne d'affari nel suo settore, "ottenendo il tipo di controllo finanziario per il quale le donne avevano combattuto a lungo nel settore" e generando oltre 1,2 miliardi di dollari di vendite nel primo decennio della sua carriera. Secondo Gini Gorlinski nel libro The 100 Most Influential Musicians of All Time (2010), i livelli di potere e controllo di Madonna erano "senza precedenti" per una donna nell'industria dell'intrattenimento. Il professore Colin Barrow della Cranfield School of Management l'ha descritta come "la donna d'affari più intelligente d'America… che si è spostata ai vertici del suo settore e vi è rimasta reinventando costantemente se stessa". Gli accademici della London Business School la definirono "un'imprenditrice dinamica" che vale la pena copiare; hanno identificato la sua visione del successo, la sua comprensione del settore musicale, la sua capacità di riconoscere i propri limiti di performance (e quindi portare aiuto), la sua volontà di lavorare sodo e la sua capacità di adattarsi come le chiavi del suo successo commerciale.
Soprannominata l'artista femminile più iconica di tutti i tempi, Madonna è sinonimo di avanguardia nei campi del suo lavoro. Con il suo impatto e il suo contributo, è stata analizzata dal punto di vista di numerosi studi, tra cui femminista, sessuale, gay, queer, musicale, sociale e postmoderno ecc., diventando nota come icona in tutti questi settori. L'autore Brian McNair ha scritto che "Madonna ha più che compensato lo status iconico e l'influenza culturale". Rolling Stone la descrisse come un'icona musicale senza pari, mentre RTL Television Belgium disse che "Madonna è una figura chiave nella musica". Bill Wyman, redattore di Chicago Reader, ha definito Madonna una "figura veramente bizzarra nella musica popolare". Secondo i media e la critica internazionali, Madonna è la più influente artista femminile di tutti i tempi, e la più grande donna nella storia della musica.
I suoi contributi nella musica sono generalmente elogiati dalla critica, che è anche nota per provocare polemiche. Tony Sclafani della compagnia MSNBC ha ritenuto che l'impatto e l'effetto di Madonna sulla direzione futura dei migliori brani musicali influenza ancora gli artisti, che usano tuttora le sue idee, che sembrano moderne e spigolose. Nell'industria musicale, Madonna è stata la prima donna ad avere il controllo completo della sua musica e immagine. Gli autori hanno notato che prima di Madonna, le etichette discografiche determinano ogni fase degli artisti, ma lei introdusse il suo stile e diresse concettualmente ogni parte della sua carriera; l'industria della musica è stata la base per cambiare in modo permanente il modo in cui le case discografiche trattano gli artisti. La giornalista Carol Benson ha scritto che Madonna è entrata nel mondo della musica con idee precise sulla sua immagine, ma è stato il suo curriculum che le ha permesso di aumentare il suo livello di controllo creativo sulla sua musica. Molti anni dopo, ha fondato la Maverick Records, diventando la vanity label di maggior successo nella storia della musica. Mentre sotto il controllo di Madonna ha generato ben oltre $ 1 miliardo per la Warner Bros. Records, più soldi di qualsiasi altro laboratorio discografico. I critici hanno ritenuto che la presenza di Madonna sia stata definitiva per cambiare la storia della musica contemporanea per la scena femminile, principalmente rock, dance e pop.

## Status di icona gay e femminista
Madonna è spesso considerata un'icona del mondo LGBT e una parte notevole della comunità gay l'ha abbracciata come icona della cultura pop. Secondo la rivista LGBT The Advocate, Madonna è la più grande icona gay.
Madonna è stata presentata alla comunità gay quando era ancora adolescente. Fu il suo insegnante di balletto Christopher Flynn, dichiaratamente omosessuale, a dire per primo a Madonna che era bella e che aveva qualcosa da offrire al mondo. Flynn la presentò quindi alla comunità gay locale di Detroit, nel Michigan, portandola spesso nei bar e nelle discoteche gay locali, e la incoraggiò ad abbandonare la sua borsa di studio parziale per l'Università del Michigan e trasferirsi a Manhattan per perseguire una carriera come ballerina professionista. Nell'agosto 2009, durante uno spettacolo in Romania, una delle tappe dello Sticky and Sweet Tour, Madonna ha criticato la discriminazione contro i rom, parlando anche contro la discriminazione dei gay. Nella sua autobiografia del 2008 Hit Man, il produttore discografico David Foster racconta di quando gli accadde che, durante un incontro con Madonna, si mostrò contrariato alla vista di due uomini che si baciavano; la cantante si accigliò e rispose "Due uomini che si baciano dovrebbero essere guardati come al solito! Rappresenti tutto ciò che sto cercando di cambiare."

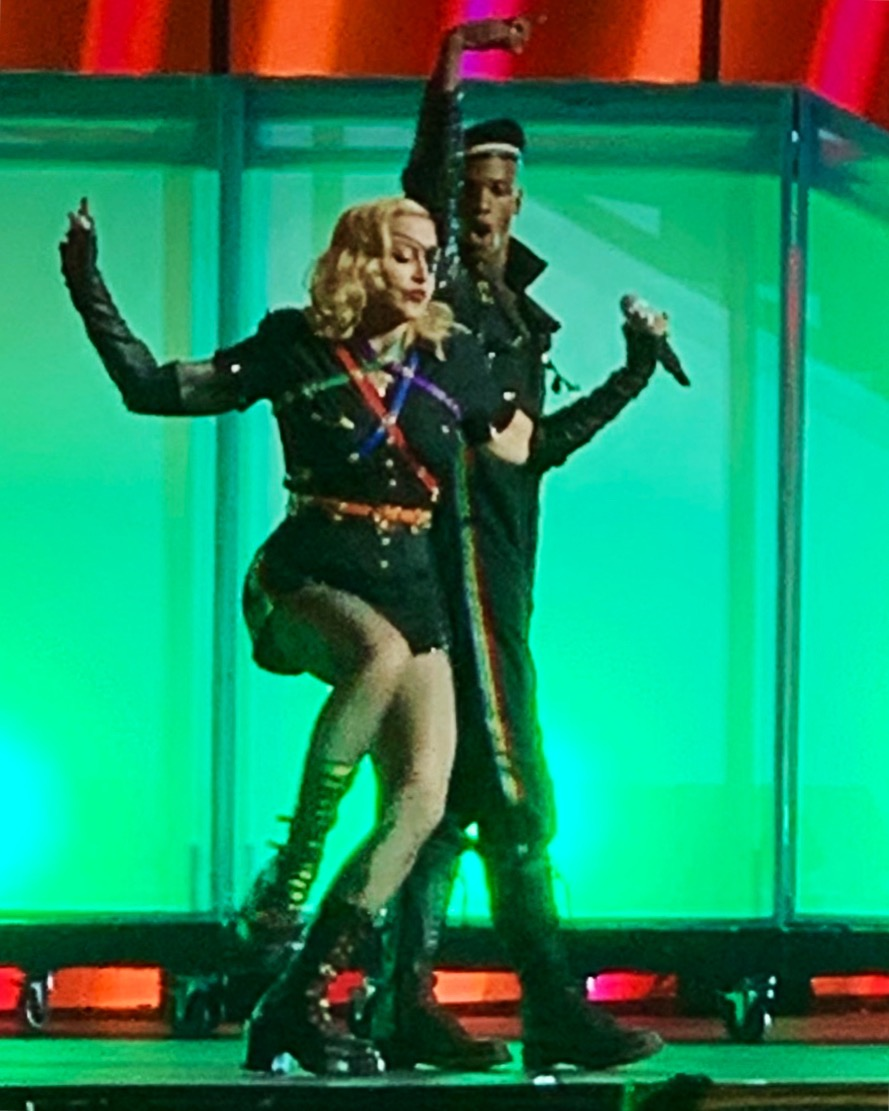
Madonna nel 2019 al World Pride di New York City

Nel giugno 2010, Madonna ha criticato la decisione di imprigionare due uomini in Malawi perché celebravano la loro unione con una cerimonia. La dichiarazione di Madonna includeva il seguente estratto: "In linea di principio, credo negli stessi diritti per tutte le persone, indipendentemente dal sesso, dalla razza, dal colore, dalla religione o dall'orientamento sessuale. Questa settimana, il Malawi ha fatto un enorme passo indietro. Il mondo è pieno di dolore e sofferenza, quindi dobbiamo sostenere il nostro diritto umano fondamentale di amare ed essere amati. Invito gli uomini e le donne progressisti del Malawi - e in tutto il mondo - a sfidare questa decisione in nome della dignità umana e uguali diritti per tutti."
Nel novembre 2010, Madonna ha fatto un'apparizione speciale al The Ellen DeGeneres Show per parlare contro il bullismo di bambini e adolescenti in generale, incluso il bullismo di adolescenti gay e i recenti suicidi. Nella sua conversazione con Ellen, Madonna ha ribadito come si è avvicinata alla comunità gay quando era adolescente, affermando che si sentiva diversa al liceo e ha trovato accettazione e simpatia tra gli amici gay, in particolare il suo istruttore di danza. Ha anche detto "In effetti, non avrei una carriera se non fosse per la comunità gay." Nel giugno 2011, Madonna ha esortato i suoi fan a sostenere i matrimoni omosessuali a New York, pubblicando il seguente messaggio sul suo sito web: "I newyorkesi devono essere ascoltati. Dì ai deputati del tuo stato di sostenere il disegno di legge sul matrimonio omosessuale. Tutto ciò di cui hai bisogno è l'amore."
Nel marzo 2013, Madonna ha assegnato il Vito Russo Award al giornalista gay Anderson Cooper al 24° GLAAD Media Awards di New York. Vestita da boy scout, in segno di protesta contro il divieto dei boy scout americani di scout e leader omosessuali, ha tenuto un discorso in cui affermava che "cose come il bigottismo, l'omofobia, i crimini d'odio, il bullismo e qualsiasi forma di discriminazione sembrano sempre essere una manifestazione della paura dell'ignoto, e scommetto che se ci prendessimo il tempo per conoscerci l'un l'altro, facessimo le nostre indagini, guardassimo sotto la superficie delle cose, scopriremmo che dopo tutto non siamo così diversi". Ha anche detto "non puoi usare il nome di Dio o la religione per giustificare atti di violenza per ferire, odiare, discriminare". E chiese poi alla folla "Siete con me? È il 2013, gente. Viviamo in America - terra dei liberi e dimora dei coraggiosi? Questa è una domanda, non un'affermazione." Madonna ha ricevuto il premio GLAAD come avvocato del cambiamento il 5 maggio 2019, che le è stato consegnato da Rosie O'Donnell, Anderson Cooper e Mykki Blanco. Madonna è stata anche nominata Ambasciatrice di Stonewall Inn per la Stonewall/WorldPride Celebration nel mese di giugno 2019.
Madonna come icona femminista ha generato una varietà di opinioni in tutto il mondo. È frequentemente associata al movimento femminista ed è considerata una figura rivoluzionaria che ha messo in discussione i confini del genere. È anche responsabile dell'influenza, della mentalità e del comportamento delle donne e del modo in cui la società interpreta questi cambiamenti. Il professor Sut Jhally ha ritenuto che "Madonna è un'icona femminista quasi sacra". L'accademica Camille Paglia dell'Università delle Arti ha definito Madonna una "vera femminista" e ha osservato che "espone il puritanesimo e l'ideologia soffocante del femminismo americano, che è bloccato in un modo piagnucoloso adolescenziale". Secondo lei, "Madonna ha insegnato alle giovani donne a essere completamente femminili e sessuali mentre esercitavano ancora il controllo totale sulla loro vita". La psicologa Jule Eisenbud in Sex Symbols (1999) ha osservato che il rifiuto di Madonna di accettare che il potere e la femminilità equivalgono alla mascolinità le ha permesso di mantenere il suo status di sex symbol. ma ancor più, in assoluto, è sicuramente un'icona, una bandiera, della controcultura BDSM Fetish (erotismo) di cui fin da tempi non sospetti, si è sempre dimostrata una vera cultrice, sdoganando tali pratiche, esibendolo con estreme e provocante disinvoltura nei suoi video musicali, financo a portarlo addirittura in scena nei suoi ultimi tour. In particolar maniera, ha imperniato il suo "Confessions Tour" sul "gioco" di ruolo sadomaso del Pony-play. https://i.pinimg.com/originals/6c/62/fe/6c62fe33180ca4b4758ad4da043b386c.jpg

## Controversie religiose

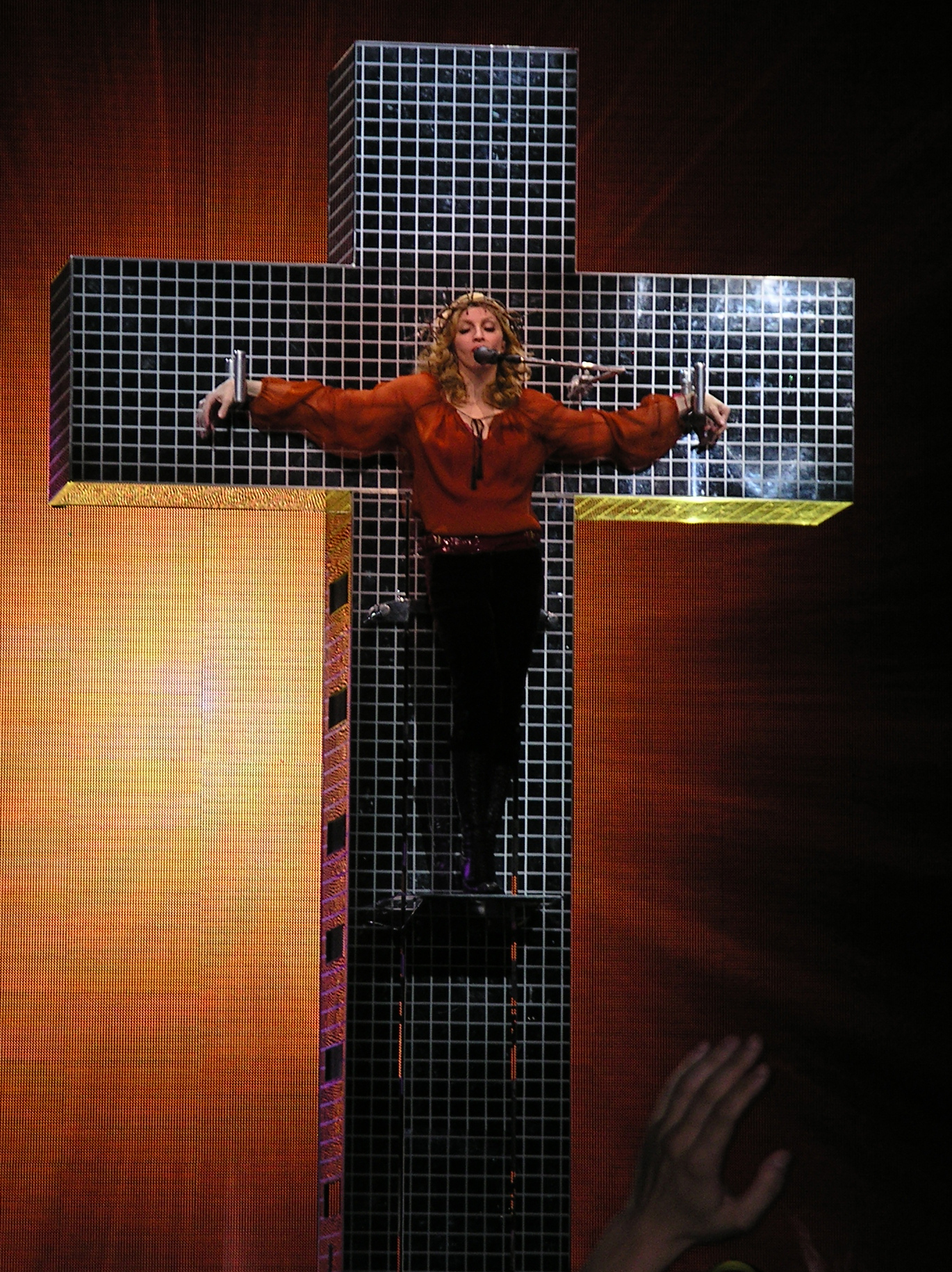
Grande scalpore fece la scelta di Madonna di "crocifiggersi" durante il Confessions Tour

Il 2 agosto 2006 Madonna viene scomunicata dalla Chiesa cattolica, in seguito ad una esibizione nel suo Confessions Tour, in cui la cantante si fa provocatoriamente issare su una Croce. Questo gesto suscita non poche polemiche tra i personaggi del mondo cattolico, in particolare da parte del cardinale del Sacro collegio Ersilio Tonini, il quale afferma che: "A ferire in modo particolare sono la volontà dissacratoria, l’anticlericalismo di pessimo gusto e soprattutto l’insulto a Cristo".
Al coro delle polemiche si unisce anche la voce del vescovo Giovanni D'Ercole e del giornalista Vittorio Messori, il quale "avverte" la cantante che un giorno dovrà "rendere conto a Cristo delle sue malefatte".
Il 5 maggio 2022 la cantante americana scrive a Papa Francesco, comunicandogli il suo disaccordo sulle "tre scomuniche" ricevute nel corso della sua vita, e chiede di poter parlare e discutere con lui, dichiarandosi inoltre una "brava cattolica".

## Discografia

### Album in studio
- 1983 – Madonna
- 1984 – Like a Virgin
- 1986 – True Blue
- 1989 – Like a Prayer
- 1992 – Erotica
- 1994 – Bedtime Stories
- 1998 – Ray of Light
- 2000 – Music
- 2003 – American Life
- 2005 – Confessions on a Dance Floor
- 2008 – Hard Candy
- 2012 – MDNA
- 2015 – Rebel Heart
- 2019 – Madame X

### Colonne sonore
- 1987 – Who's That Girl
- 1990 – I'm Breathless
- 1996 – Evita
- 2000 – The Next Best Thing (Music from the Motion Picture)

### Album dal vivo
- 2006 – I'm Going to Tell You a Secret
- 2007 – The Confessions Tour
- 2010 – Sticky & Sweet Tour
- 2013 – MDNA World Tour
- 2017 – Rebel Heart Tour
- 2021 – Madame X: Music from the Theater Xperience

### Raccolte
- 1987 – You Can Dance
- 1990 – The Immaculate Collection
- 1995 – Something to Remember
- 2001 – GHV2
- 2003 – Remixed & Revisited
- 2009 – Celebration
- 2022 – Finally Enough Love: 50 Number Ones
- 2025 – Veronica Electronica

## Tournée
- 1985 – Virgin Tour
- 1987 – Who's That Girl World Tour
- 1990 – Blond Ambition World Tour
- 1993 – The Girlie Show
- 2001 – Drowned World Tour
- 2004 – Re-Invention World Tour
- 2006 – The Confessions Tour
- 2008/09 – Sticky & Sweet Tour
- 2012 – The MDNA Tour
- 2015/16 – Rebel Heart Tour
- 2019/20 – Madame X Tour
- 2023/24 – The Celebration Tour

## Filmografia

### Attrice

#### Cinema

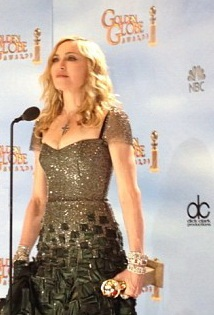
Madonna alla premiazione della 69ª edizione dei Golden Globe

- L'oggetto del desiderio (A Certain Sacrifice), regia di Stephen Jon Lewicki (1979, distribuito nel 1985)
- Crazy for You - Pazzo per te (Vision Quest), regia di Harold Becker (1985)
- Cercasi Susan disperatamente (Desperately Seeking Susan), regia di Susan Seidelman (1985)
- Shanghai Surprise, regia di Jim Goddard (1986)
- Who's That Girl, regia di James Foley (1987)
- I maledetti di Broadway (Bloodhounds of Broadway), regia di Howard Brookner (1989)
- Dick Tracy, regia di Warren Beatty (1990)
- Ombre e nebbia (Shadows and Fog), regia di Woody Allen (1992)
- Ragazze vincenti (A League of Their Own), regia di Penny Marshall (1992)
- Body of Evidence (Body of Evidence), regia di Uli Edel (1993)
- Occhi di serpente (Dangerous Game), regia di Abel Ferrara (1993)
- Four Rooms - episodio "L'ingrediente mancante", regia di Allison Anders (1995)
- Blue in the Face, regia di Paul Auster e Wayne Wang (1995)
- Girl 6 - Sesso in linea (Girl 6), regia di Spike Lee (1996)
- Evita, regia di Alan Parker (1996)
- Sai che c'è di nuovo? (The Next Best Thing), regia di John Schlesinger (2000)
- Travolti dal destino (Swept Away), regia di Guy Ritchie (2002)
- La morte può attendere (Die Another Day), regia di Lee Tamahori (2002)

#### Docufilm
- A letto con Madonna (Madonna: Truth or Dare), regia di Alek Keshishian (1991)
- I'm Going to Tell You a Secret, regia di Jonas Åkerlund (2004)
- Madame X, regia di Ricardo Gomes e SKNX (2021)

#### Televisione
- Will & Grace – serie TV, episodio 5x21 (2003)

### Regista
- Sacro e profano (Filth and Wisdom) (2008)
- W.E. - Edward e Wallis (W.E.) (2011)

### Produttrice
- A letto con Madonna (Madonna: Truth or Dare), regia di Alek Keshishian (1991)
- Agente Cody Banks (Agent Cody Banks), regia di Harald Zwart (2003)
- Agente Cody Banks 2 - Destinazione Londra (Agent Cody Banks 2 - Destination London), regia di Kevin Allen (2004)
- I'm Going to Tell You a Secret, regia di Jonas Åkerlund (2004)
- Material Girls, regia di Martha Coolidge (2006)
- Sacro e profano (Filth and Wisdom), regia di Madonna (2008)
- Alyx - film TV (2008)
- I Am Because We Are, regia di Nathan Rissman (2008)
- Digger, regia di John A. Gallagher (2008)
- W.E. - Edward e Wallis (W.E.), regia di Madonna (2011)

### Sceneggiatrice
- Material Girls, regia di Martha Coolidge (2006)
- Sacro e profano (Filth and Wisdom), regia di Madonna (2008)
- W.E. - Edward e Wallis (W.E.), regia di Madonna (2011)

### Doppiatrice
- Arthur e il popolo dei Minimei, regia di Luc Besson (2006) - Principessa Selenia

## Programmi televisivi
- Saturday Night Live (1985-1986-1991-1992-1993-2003-2009-2013)

## Teatro
- Goose & Tomtom, regia di Gregory Mosher (1986)
- Speed-the-Plow, regia di David Mamet (1988)
- Up for Grabs, regia di David Williamson (2002)

## Campagne pubblicitarie
- Mitsubishi (1986-1987)
- Pepsi-Cola – regia di Joe Pytka (1989)
- Rock the Vote – regia di Paula Greif (1990)
- Takara Shuzo (1995)
- Versace (1995-1996-2005-2015)
- Max Factor – regia di Steven Meisel (1999)
- BMW – regia di Guy Ritchie (2001)
- Gap - regia di Paul Hunter (2003)
- H&M – regia di Madonna e Dan Cadan (2007)
- Brillia Mare Ariake – regia di Steven Klein (2007)
- Louis Vuitton (2009)
- Dolce & Gabbana (2010)
- MDG Sunglasses - regia di Steven Klein (2010)
- Truth or Dare by Madonna – regia di Mert and Marcus (2012)
- MDNA Skin – regia di Jesse Dylan (2014-2017)
- Itaú Unibanco - regia di Ricardo Gomes (2023)

## Libri
- Sex, New York, N.Y., Warner Books, 1992.

Sex, Milano, Mondadori, 1992. ISBN 88-04-36583-8.
- The Girlie Show. World tour, New York, Callaway Editions-In Association with Boy Toy and Winterland Productions, 1994.
- The English Roses, 2003

Le rose inglesi, Milano, Feltrinelli, 2003. ISBN 88-07-92406-4.
- Mr. Peabody's Apples, 2003

Le mele del signor Peabody, Milano, Feltrinelli, 2003. ISBN 88-07-92407-2.
- The Adventures of Abdi, 2004

Le avventure di Abdi, Milano, Feltrinelli, 2004. ISBN 88-07-92409-9.
- Yakov and the Seven Thieves, 2004

Yakov e i sette ladroni, Milano, Feltrinelli, 2004. ISBN 88-07-92408-0.
- Lotsa de Casha, 2005

Pier de' Soldi, Milano, Feltrinelli, 2005. ISBN 88-07-92410-2.
- Too Good to be True, 2007

Le rose inglesi - Troppo bello per essere vero, Novara, De Agostini, 2007. ISBN 978-88-418-4116-7.
- The English Roses: Friends for Life! (2007)
- The English Roses: Goodbye, Grace? (2007)
- The English Roses: The New Girl (2007)
- The English Roses: A Rose by Any Other Name (2007)
- The English Roses: Big-Sister Blues (2008)
- The English Roses: Being Binah (2008)
- The English Roses: Hooray for the Holidays! (2008)
- The English Roses: A Perfect Pair (2008)
- The English Roses: Runway Rose (2009)
- The English Roses: Ready, set, vote! (2009)
- The English Roses: American Dreams (2009)
- The English Roses: Catch the Bouquet! (2009)

## Doppiatrici italiane
Nelle versioni in italiano dei suoi film, Madonna è stata doppiata da:
- Cinzia De Carolis in Cercasi Susan disperatamente, Shanghai Surprise, Who's That Girl, A letto con Madonna, Occhi di serpente, Will e Grace
- Emanuela Rossi in I maledetti di Broadway, Dick Tracy, Ragazze vincenti, Agente 007 - La morte può attendere
- Simona Izzo in Body of Evidence - Corpo del reato, Four Rooms
- Franca D'Amato in Sai che c'è di nuovo?, Travolti dal destino
- Roberta Greganti in Ombre e nebbia
- Laura Boccanera in Blue in the Face
- Alessandra Korompay in Girl 6: sesso in linea

Come doppiatrice è stata sostituita da:
- Domitilla D'Amico in Arthur e il popolo dei Minimei

## Curiosità
Madonna è una lontana parente di Papa Leone XIV, attuale Pontefice della Chiesa Cattolica. Secondo alcune ricostruzioni dei loro alberi genealogici, il New York Times ha rivelato che sarebbero cugini di nono grado discendenti da un antenato comune, Louis Boucher de Grandpré, un colono canadese del XVII secolo.